# Cúpula de Santa María del Fiore
La cúpula de Santa María del Fiore o cúpula de Santa María de la Flor, también conocida como cúpula de Brunelleschi o cúpula del Duomo de Florencia, constituye la cubierta del crucero de la catedral de Santa María del Fiore de Florencia. Fue la cúpula más grande del mundo tras la caída del Imperio romano y se considera todavía la mayor jamás realizada en albañilería. Fue ideada, proyectada y construida por Filippo Brunelleschi, quien inició con esta obra el Renacimiento italiano y florentino en arquitectura. Está considerada como una de las construcciones más importante edificada en Europa desde la época romana, debido a la relevancia fundamental que ha desempeñado para el desarrollo posterior de la arquitectura y de la concepción moderna de la construcción.
La cúpula tiene una forma apuntada y está formada por ocho caras o paños ojivales, cubiertos con teja de barro rojo y bordeados por ocho nervios de piedra blanca. Toda la estructura descansa sobre un tambor también octogonal, perforado por ocho óculos para la iluminación del interior. Los nervios convergen en un anillo octogonal superior, coronado por una linterna, elemento que también colabora en la entrada de luz. El interior está constituido por dos casquetes o domos, uno interior y otro exterior, construidos con ladrillo dispuesto en forma de espina de pez. Están conectados entre sí por medio de una retícula interior formada por costillas y nervaduras, que sostiene la cúpula y colabora en su estabilidad. El hueco que queda entre ambos casquetes forma un espacio por el que se asciende hasta la linterna. El exterior del tambor está revestido con mármoles polícromos y con una balaustrada incompleta que solo se construyó en una de sus caras. La cara interna de la cúpula está decorada con pinturas al fresco y al temple que representan el Juicio Final.
Las proporciones del conjunto son monumentales. La altura máxima de la cúpula es de 116.50 metros, el diámetro máximo del casquete interior es de 45.5 metros y el del exterior, de 54.8 metros. La base de las impostas se encuentra a 55 metros del suelo. El tambor, de 13 metros de altura y 43 de anchura, se sitúa a 54 metros del suelo. El casquete interior tiene un espesor en su base de 2.20 metros, que disminuye hasta los 2 metros en la cúspide, mientras que el casquete exterior tiene un espesor que pasa de un metro a 0.40 metros. El anillo superior de cierre de la cúpula se encuentra a 86.70 metros del suelo. La linterna tiene 6 metros de diámetro y 21 de altura. Los paños trapezoidales miden 17.50 metros de longitud y tienen una altura de 32.65 metros. El peso estimado total de la cúpula es de unas 30 000 toneladas y se calcula que se necesitaron para su construcción más de 4 millones de ladrillos.
Sus enormes dimensiones hicieron inviable el empleo de los métodos constructivos tradicionales mediante cimbras, lo cual ha favorecido la especulación de diversas teorías sobre la técnica constructiva empleada. Brunelleschi no dejó registro de ningún dibujo, maqueta o esbozo que indicara el procedimiento utilizado en la edificación de la cúpula.
El arquitecto y humanista Leon Battista Alberti afirmó sobre la cúpula que:

Chi mai sì duro o sì invido non lodasse Pippo architetto vedendo qui struttura sì grande, erta sopra e' cieli, ampla da coprire con sua ombra tutti e' popoli toscani, fatta sanza alcuno aiuto di travamenti o di copia di legname, quale artificio certo, se io ben iudico, come a questi tempi era incredibile potersi, così forse appresso gli antichi fu non saputo né conosciuto?
Muy duro y envidioso sería quien no elogiase a Pippo el arquitecto, viendo esta estructura tan grande, erguida sobre los cielos, tan amplia que cubre con su sombra todos los pueblos toscanos, hecha sin ningún auxilio de armazones o profusión de madera: artificio que, yo juzgo, en estos tiempos era increíble, y quizás tampoco era sabido ni conocido en la antigüedad.
Leon Battista Alberti, De pictura

Las obras de construcción de la cúpula tuvieron una duración de 16 años, desde 1420 hasta 1436. En 1446 se inició la construcción de la linterna, que fue terminada en 1461. El revestimiento exterior del tambor se ejecutó entre 1512 y 1515, y la decoración pictórica del interior de la cúpula se prolongó desde 1572 hasta 1579.
En 1982, el centro histórico de Florencia, incluyendo la catedral de Santa María del Fiore y su cúpula, fueron declarados Patrimonio de la Humanidad por la Unesco.

## Historia

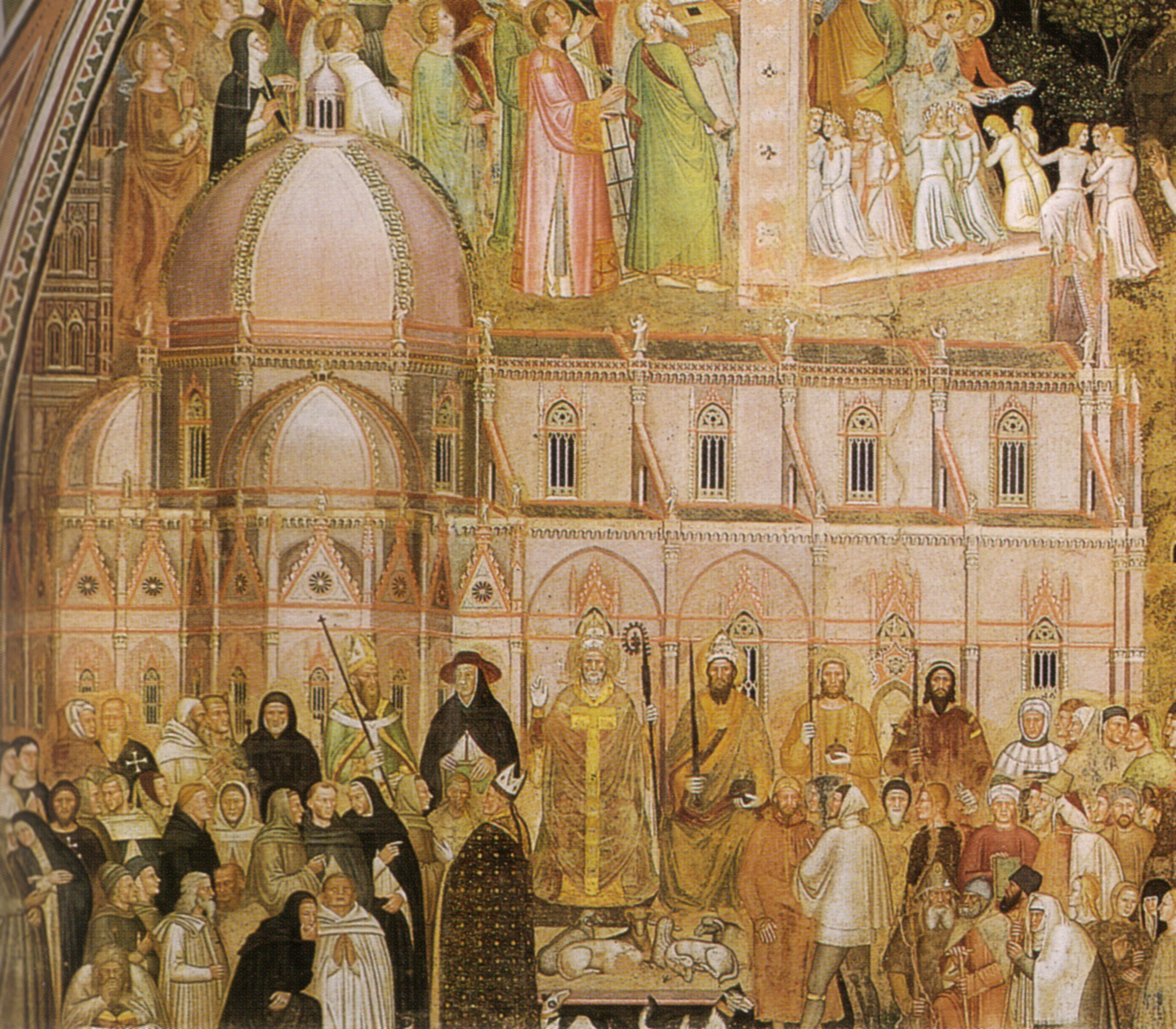
Representación de Santa María del Fiore, Andrea di Bonaiuto, 1355 aprox., Capilla de los Españoles, Florencia.

Las obras del actual edificio de la catedral de Santa María del Fiore se iniciaron entre los años 1294 y 1295 para sustituir a la antigua iglesia de Santa Reparata, de dimensiones más pequeñas. Entre 1410 y 1413 se construyó el tambor, quedando finalizada su base superior entre 1414 y 1415. Sin embargo, a principios del siglo XV todavía no se había planteado en profundidad el problema de la cubierta, cuya edificación preocupaba a los miembros de la Opera del Duomo desde hacía tiempo.No era una tarea fácil construir y ubicar el punto donde se tenían que apoyar las enormes cimbras de madera que debían sostener la cúpula hasta su cierre final con la clave. Más aún, resultaba inviable que una obra de tales dimensiones pudiera ser sujetada mediante los andamiajes tradicionales, puesto que ninguna variedad de madera habría podido soportar provisionalmente un peso tan grande.
Arnolfo di Cambio, el arquitecto que proyectó la nueva catedral, probablemente había previsto este contratiempo, puesto que había imaginado la conclusión de su edificio con una cúpula, un elemento muy distinto y de mayores dimensiones que el tradicional cimborrio de las catedrales medievales. Su idea de emplear un tipo de cubrición de apariencia más convencional se puede apreciar en un conocido fresco de Andrea di Bonaiuto ubicado en la Capilla de los Españoles de Santa María Novella en Florencia. La pintura, datada de 1355 aproximadamente, muestra en segundo plano una iglesia claramente reconocible como Santa María del Fiore, en la que se representa una cúpula desprovista de tambor y con forma semiesférica, aunque de lados muy curvados. Sin embargo, una cúpula de medio punto, aunque fuese de menor tamaño y no tuviera tambor, hubiese tenido grandes problemas para soportar el peso de la linterna de la imagen sin la ayuda de refuerzos. De todas formas, es posible que Bonaiuto hubiese dado al dibujo una forma más redondeada que la que pretendía di Cambio para su proyecto.

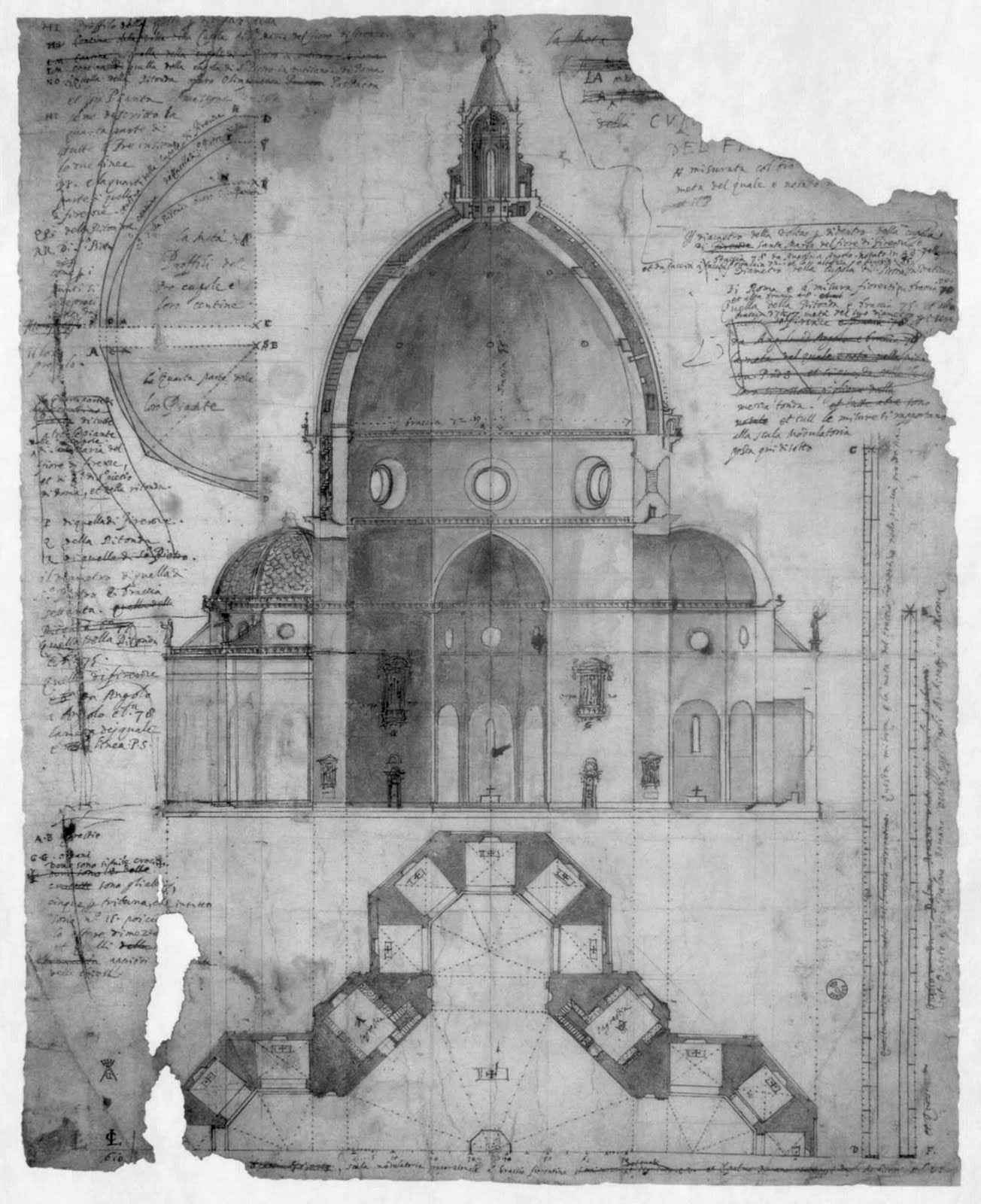
Planta y sección de la cúpula y el ábside. Ludovico Cardi, llamado el Cigoli, 1610. En la parte superior izquierda se aprecia la comparación, en planta y perfil, de la cúpula con el Panteón de Agripa y con San Pedro de Roma.

El 19 de agosto de 1418, la Opera del Duomo convocó un concurso público para la construcción de la cúpula.Además de resolver los problemas técnicos de ingeniería, debía rematar el edificio de forma armónica, resaltando el valor simbólico e imponiéndose sobre el espacio urbano y el entorno. De los diecisiete participantes pasaron a una segunda fase Filippo Brunelleschi, quien había fabricado una maqueta de madera para la ocasión, y Lorenzo Ghiberti. Brunelleschi perfeccionó su modelo, «grande como un horno», aportando una mayor información para demostrar la viabilidad de una cúpula sin armazón. A finales de 1419, con la ayuda de Nanni di Banco y de Donatello, organizó una demostración en la plaza del Duomo, entre la catedral y el campanile, con una maqueta realizada con ladrillo y argamasa y sin armazón. Esta representación impresionó positivamente a los miembros de la Opera del Duomo. El 20 de marzo de 1420, la obra fue asignada definitivamente a Brunelleschi y a Ghiberti, quienes fueron nombrados Superintendentes de la Cúpula.

### El Documento de 1420
El 30 de julio de 1420 se elaboró la redacción del llamado Documento de 1420, atribuido al propio Brunelleschi, en el cual se determinaba el programa constructivo de la cúpula. Fue uno de los primeros contratos en el que un maestro de obras asumía la responsabilidad de la misma frente al cliente. En dicho acuerdo se exponía el modo en que se debía cerrar el tambor y se precisaban los aspectos más importantes de la construcción. En esencia, se trataba de un novedoso «programa de trabajo» que sintetizaba en unas pocas líneas la estructura, la forma y las dimensiones de la construcción, aunque más que exponer una intencionalidad programática, Brunelleschi enunciaba el proyecto impartiendo disposiciones ejecutivas. Los doce puntos enumerados contenían no solo la obra finalizada, sino que incluso indicaban las variaciones, incidentes y añadidos que debían hacerse. Por ejemplo, se preveía la inserción en los muros de la cúpula de varios anillos de hierro para sujetar los andamiajes sobre los cuales debían trabajar los autores de los frescos.

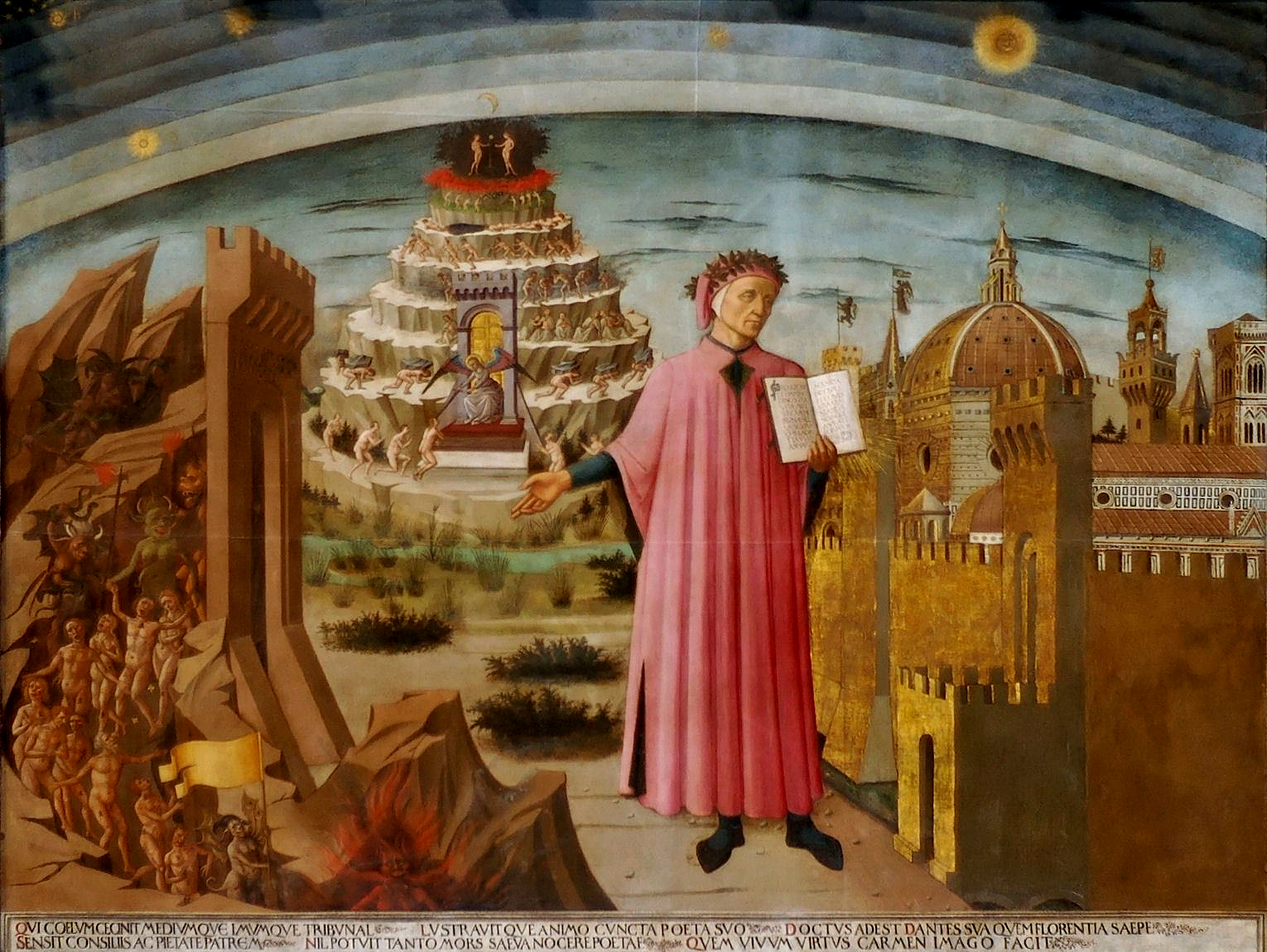
Representación de la cúpula de Santa María del Fiore en la obra Dante y su poema, de Domenico di Michelino, 1465. Se observa el tambor todavía sin su revestimiento. Catedral de Santa María del Fiore, Florencia.

Las obras se iniciaron oficialmente el 7 de agosto de 1420 con un banquete de inauguración. Antes y durante el transcurso de las mismas, Brunelleschi y Ghiberti siempre mantuvieron una gran rivalidad, recogida y documentada en las crónicas de la época. En 1425 y tras numerosos enfrentamientos, Ghiberti fue finalmente apartado de los trabajos a causa de diversos errores técnicos. Las obras pasaron íntegramente a ser dirigidas por Brunelleschi, quien prosiguió su trabajo sin interrupciones apreciables hasta la conclusión de la base de la linterna el 1 de agosto de 1436. El 25 de marzo de 1436, primer día del año en el calendario florentino, se celebró oficialmente el final de las obras con la solemne bendición del papa Eugenio IV, aunque la cúpula no se finalizó hasta el 31 de agosto con la ceremonia de colocación de la última piedra. La consagración fue conmemorada con el estreno en primicia del motete isorrítmico de Guillaume Dufay Nuper rosarum flores, con referencias al escudo de Florencia y a la advocación de la basílica a Santa María de la Flor.
Finalizada la construcción de la cúpula, se convocó otro concurso público para la linterna, ganado de nuevo por Brunelleschi. Los trabajos se iniciaron en 1446, pocos meses antes de la muerte del arquitecto. Se retomaron bajo la dirección de su amigo y discípulo Michelozzo di Bartolomeo, para ser finalmente terminados el 23 de abril de 1461.
La linterna sufrió diversos percances a lo largo de la historia debidos a la caída de rayos. Los más importantes se registraron en 1492 y en 1601, el último de los cuales provocó el desplome de la esfera y la cruz de coronación, que fueron restituidas en 1602. La estructura ha sufrido también diversos terremotos, siendo los más notables los acaecidos en 1453, 1542 y 1695.
En 1639 se registraron en la cúpula diversas grietas que corrían verticalmente desde la parte superior de las arcadas en los paños ciegos, atravesando los óculos hasta llegar a la linterna. Se observó que dichas grietas experimentaban ciclos alternos estacionales de dilatación y contracción según la temperatura. En 1757, Leonardo Ximenes ya apuntó la existencia de varias grietas angulares en la cara interna de las ocho aristas de intersección de los paños, situadas en el tercio inferior de la cúpula. Estas fisuras se han ido desarrollando lentamente a lo largo de los siglos. En los últimos años se han realizado numerosas investigaciones y estudios, así como un seguimiento del comportamiento estructural de la cúpula desde la década de 1980.

## Descripción

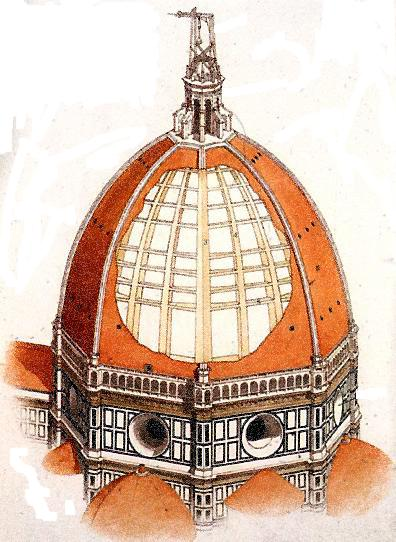
Sección de la cúpula de Santa María del Fiore, que muestra el encadenado de vigas ideado por Brunelleschi en 1420.

La cúpula de Santa María del Fiore está constituida en líneas generales por tres grandes elementos: el tambor, la cúpula propiamente dicha y la linterna de coronación.
La cúpula está compuesta por ocho grandes paños de ladrillo rojo llamados también gajos o «gallones». Interiormente, la base o primer tramo es macizo hasta una altura de 3.50 metros desde el nivel de arranque, y está formado por seis hileras de bloques de piedra arenisca unidas con piezas de hierro estañado. A partir de esa altura, la cúpula se divide en dos hojas, una interior y otra exterior, realizadas en ladrillo y separadas por un espacio vacío intermedio. La exterior tiene una misión de conservación y protección frente a los agentes externos, mientras que la interior desempeña una función estructural. El casquete interior tiene un espesor de dos metros, y el exterior mide unos sesenta centímetros. El espacio intermedio tiene una anchura de aproximadamente 1.20 metros y a través de su recorrido se disponen cuatro pasillos internos y varias escaleras que llegan hasta la linterna. Parece ser que Brunelleschi decidió emplear este diseño con un hueco entre ambas hojas para aligerar la estructura, que de otra forma habría sido demasiado pesada para poder ser sujetada por los cuatro grandes pilares sobre los que apoya toda la cúpula.

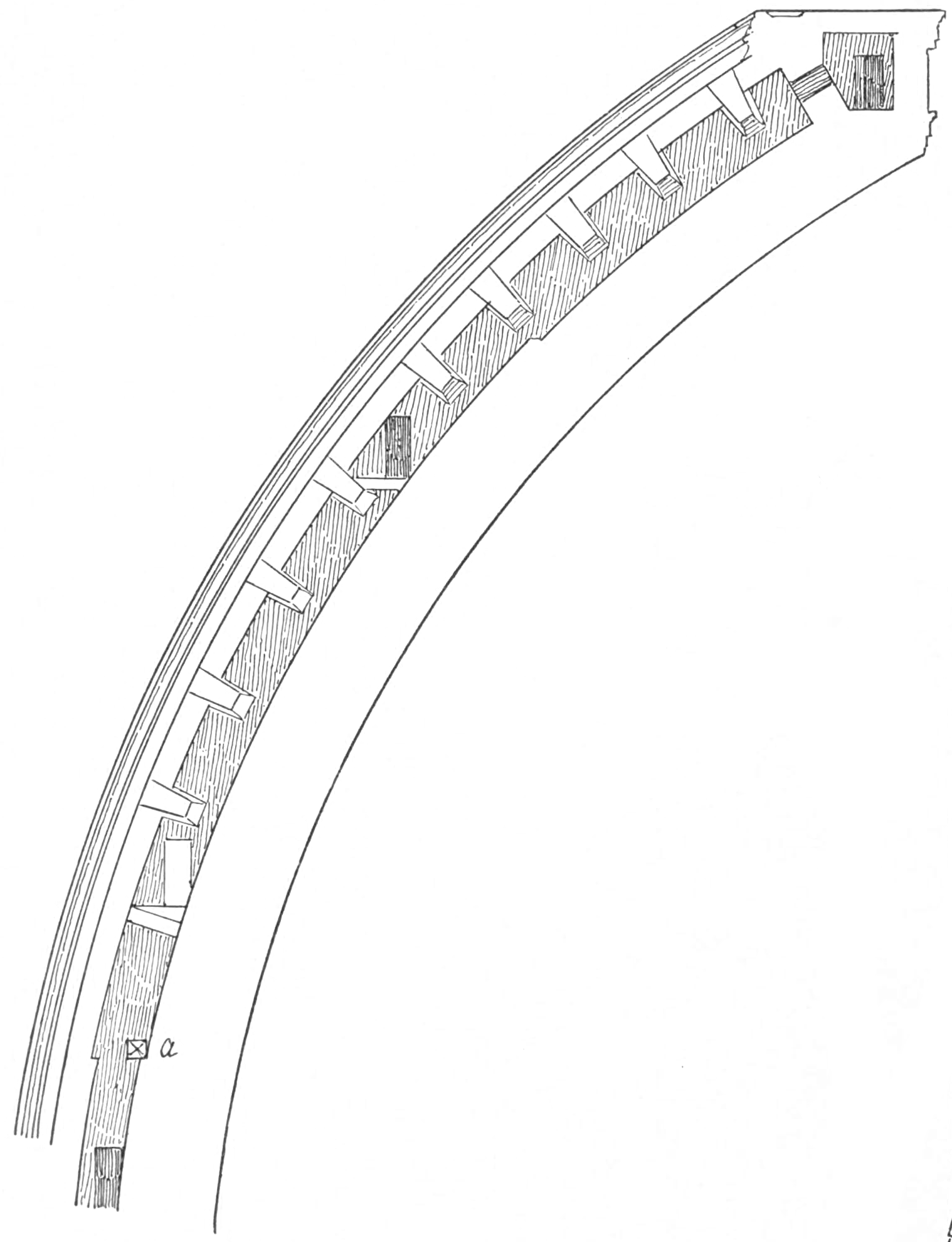
Sección de la cúpula, donde se observan las hojas interior y exterior, el espacio intermedio con los cuatro pasillos internos, los nueve arcos de mampostería horizontales que unen las costillas verticales y la cadena de madera (a). Charles Herbert Moore, Character of Renaissance Architecture, fig. 8, 1905.

Los ocho paños están separados y ribeteados por ocho costillas de piedra, que parten desde las aristas del tambor y llegan hasta la linterna de coronación. Abarcan todo el espesor de las dos cúpulas, la interior y la exterior, uniéndolas. En cada paño, entre dos de estas costillas principales se disponen verticalmente otras dos menores embebidas en el hueco intermedio, haciendo un total de 16 costillas menores y 24 verticales incluyendo las principales. Nueve arcos de mampostería se distribuyen horizontalmente en planos paralelos a cada paño, uniendo las costillas principales con las menores. Un entramado de madera de roble, formado por 24 vigas conectadas entre sí con placas de hierro, ata toda la estructura en su parte inferior, macizando la base de la cúpula. A la solidez del conjunto también contribuyen las seis hiladas de bloques de piedra de la base antes mencionadas, así como una cadena de hierro situada sobre ellas. En el documento de Brunelleschi también se menciona otra cadena de hierro situada sobre el encadenado de madera, aunque esta última no es visible o está oculta en la mampostería. Las costillas de piedra y todos los estribos están realizados con piedra de macigno y con pietra forte.
Los expertos han discutido mucho sobre la eficacia de este sistema de refuerzo. En principio, una cúpula es más estable cuanto más robustos son su tambor y la base de la imposta; por tanto, un sistema adecuado de zunchado favorece la estabilidad.Estos anillos tendrían la función de «ceñir» la estructura en su base, con el objetivo de contrarrestar las fuerzas que empujan hacia el exterior. En lo que respecta a las cadenas de madera y de piedra, su utilidad es dudosa, debido a la elasticidad de la madera y a la incapacidad de la piedra para trabajar a tracción.
Cuatro grupos de escaleras conducen desde el suelo hasta la parte superior del tambor, alojadas en el interior de los cuatro grandes pilares sobre los que descansa la cúpula. Durante la construcción de la misma, dos de ellas se emplearon para ascender y las otras dos para descender, facilitando así la circulación de los operarios. Estas escaleras terminan en un primer balcón interior que rodea la base de la cúpula. Desde este balcón se accede al espacio entre los dos casquetes a través de una pequeña puerta, que a su vez dirige hacia otro grupo de escaleras de ascenso al segundo y tercer pasillo interior. Finalmente, un último tramo de escalones tallados en el casquete interior desemboca en el cuarto pasillo interno, situado en la base de la linterna.
En cada paño exterior se abren nueve aberturas circulares para la ventilación, distribuidas en tres hileras de tres huecos cada una. Además de estas, se realizaron otros pequeños agujeros rectangulares para iluminar y ventilar el hueco existente entre los dos casquetes. La hoja interior presenta dieciséis pequeños óculos a la altura del segundo y tercer pasillo, dos en cada paño, que permitían la visión del templo y el montaje de los andamios para la realización del revestimiento interior de la cúpula.

### Geometría y proporción

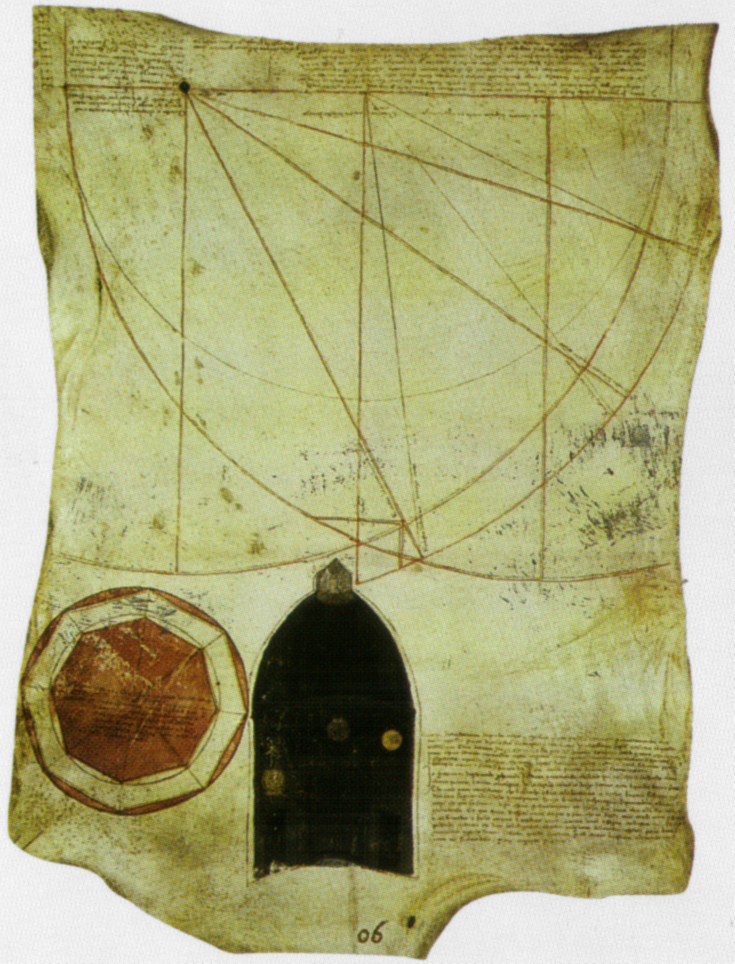
Pergamino con comentarios sobre el trazado de la cúpula según el quinto agudo. Giovanni di Gherardo da Prato, 1426. Archivio di Stato di Firenze, inv. mostra 158.

La composición de la cúpula sigue las proporciones áureas, tal y como era la costumbre de la época, buscando una sensación de equilibrio y armonía entre sus partes. La base de las impostas se encuentra a unos 55 metros del suelo, la linterna tiene 21 metros de altura, el tambor mide 13 metros y la altura promedio de la cúpula es de 34 metros. La altura total de la estructura, incluidas la bola dorada y la cruz levantada sobre ella, es de 116.50 metros. Debe tenerse en cuenta, sin embargo, que las medidas reales de la cúpula estaban calculadas en brazos florentinosy no según el sistema métrico decimal. Por lo tanto, cualquier teoría referida a la famosa sucesión de Fibonacci, es decir, a los números 13, 21, 34, 55..., es totalmente errónea y sin sentido. Cuando la cúpula fue consagrada en 1436, la composición del músico flamenco Guillaume Dufay, el motete Nuper rosarum flores, reproducía en música las relaciones de la construcción.
El contorno aparente de la cúpula también sigue unas reglas muy precisas. El perfil exterior es un arco de cuarto agudo, mientras que el interior tiene una curvatura de un arco de quinto agudo. El trazado de estos arcos se realiza a partir de la diagonal del octógono interior, de 54 metros de longitud, que se subdivide respectivamente en cuatro y en cinco partes iguales.De este modo, el perfil apuntado resultante es un segmento circular cuyo radio es una quinta parte mayor que la luz de la bóveda. Teóricamente, Brunelleschi confiaba en que esta forma gótica apuntada proporcionaría una mayor estabilidad, así como una mayor altura que una cúpula semiesférica.
 Para poder materializar en la obra el arco de quinto agudo se emplearon unas plantillas de madera con la curvatura del arco, que se fijaron en las esquinas interiores del octógono y se iban deslizando hacia arriba a medida que se iban construyendo los paños. El trazado de la cúpula según el quinto agudo aparece reflejado en el pergamino de Giovanni di Gherardo da Prato de 1426.
Este perfil también se asemeja mucho a una catenaria puesta del revés, un tipo de curva de gran eficacia en lo que respecta a su estabilidad. Esta forma representa físicamente la curvatura generada por una cadena o cuerda suspendida de sus dos extremos. Según el matemático del siglo XVIII Leonardo Ximenes, Brunelleschi habría trazado de manera intuitiva una curva catenaria, cuya geometría habría otorgado a la cúpula una gran resistencia. Como demostrarían posteriormente Leibniz, Huygens y Bernoulli a finales del siglo XVII, esta es la forma más estable para diseñar una cúpula autoportante, es decir, que se sostiene por su propio peso.
Para la construcción de su gran obra, Brunelleschi se rodeó de un gran equipo de expertos en diversas materias, entre los cuales se encontraban los matemáticos Paolo dal Pozzo Toscanelli, cuyos cálculos fueron indispensables para el éxito del proyecto, y Giovanni dell'Abaco. El propio Brunelleschi era también matemático y fue el creador de las reglas geométricas de la perspectiva.

## Las dificultades de partida

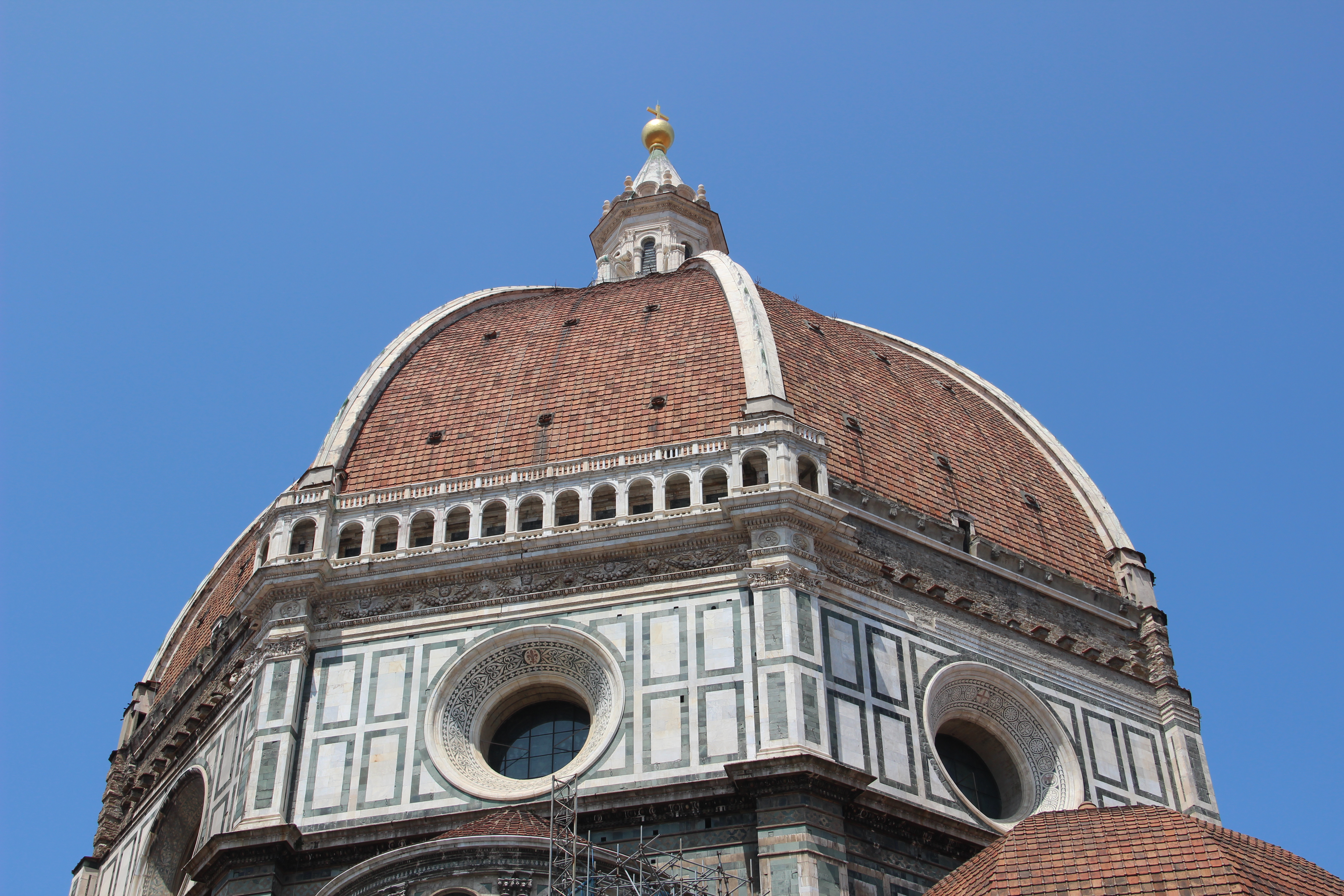
Vista del tambor con los óculos de iluminación y la balaustrada incompleta. En la zona inacabada se aprecian las cabezas de los elementos transversales destinados a sujetar el balcón exterior.

### El tambor
El tambor sobre el cual se asienta la cúpula es un prisma de planta octogonal, comprendido entre la cima de los cuatro grandes pilares angulares y la línea de impostas o nivel de arranque de la cúpula. Su altura es de 13 metros desde la cubierta de la nave principal de la catedral, tiene una anchura aproximada de 42 metros y el espesor de sus muros es de cuatro metros. Está situado a 54 metros del suelo. En su parte superior se abren ocho grandes óculos que iluminan el interior de la triconcha del ábside, cuyo diámetro es de unos 4.65 metros en la cara interna y unos siete metros en la externa. Todo el peso de la cúpula y la linterna descarga sobre el tambor, que está sometido a grandes esfuerzos y que a su vez deben ser transmitidos a los cuatro pilares de las esquinas. El interior está delimitado por dos balcones con balaustradas en voladizo. Al primer balcón se accede mediante cuatro escaleras alojadas en el interior de los pilares, que se unen en la zona sudeste formando una única escalera ubicada entre los dos casquetes de la cúpula.
Brunelleschi había heredado como premisa de partida la construcción de una cúpula sobre un tambor de grandes dimensiones. El tamaño de la cúpula era notablemente mayor al previsto inicialmente, superando a la del Panteón de Roma, que hasta entonces se consideraba la mayor del mundo, al tiempo que la leyenda la atribuía a una «obra del demonio». Las razones de este incremento dimensional se debían no tanto a una voluntad de superioridad frente a la cúpula romana, sino a la necesidad de reforzar el tambor al máximo. De hecho, este se había sobreelevado respecto al modelo original con un cuerpo adicional en el cual se habían abierto los ocho grandes óculos para la iluminación. Esta estrategia elevaba también el plano de impostas de la cúpula por encima de todas las bóvedas construidas hasta el momento.El reducido espesor del tambor incrementaba más aún el problema, puesto que se reducía la resistencia frente a los empujes laterales transmitidos desde la cúpula.
Sin embargo, el principal obstáculo para la construcción de la cúpula era la irregularidad del tambor, puesto que sus diagonales no convergían en un único centro de referencia, con lo cual el eje central vertical de la cúpula no era único.Por el contrario, la unión de los ángulos opuestos del octógono producía cuatro centros distintos, que podían inducir a errores ya que servían como referencia para medir las distancias durante la construcción de la cúpula. Esta irregularidad podría haberse solventado trabajando con parejas de lados opuestos, como apunta una de las hipótesis de construcción que se mencionan posteriormente.

### El tipo de cúpula

Una cúpula de revolución hemiesférica está generada a partir de la rotación de un arco alrededor de un eje vertical.

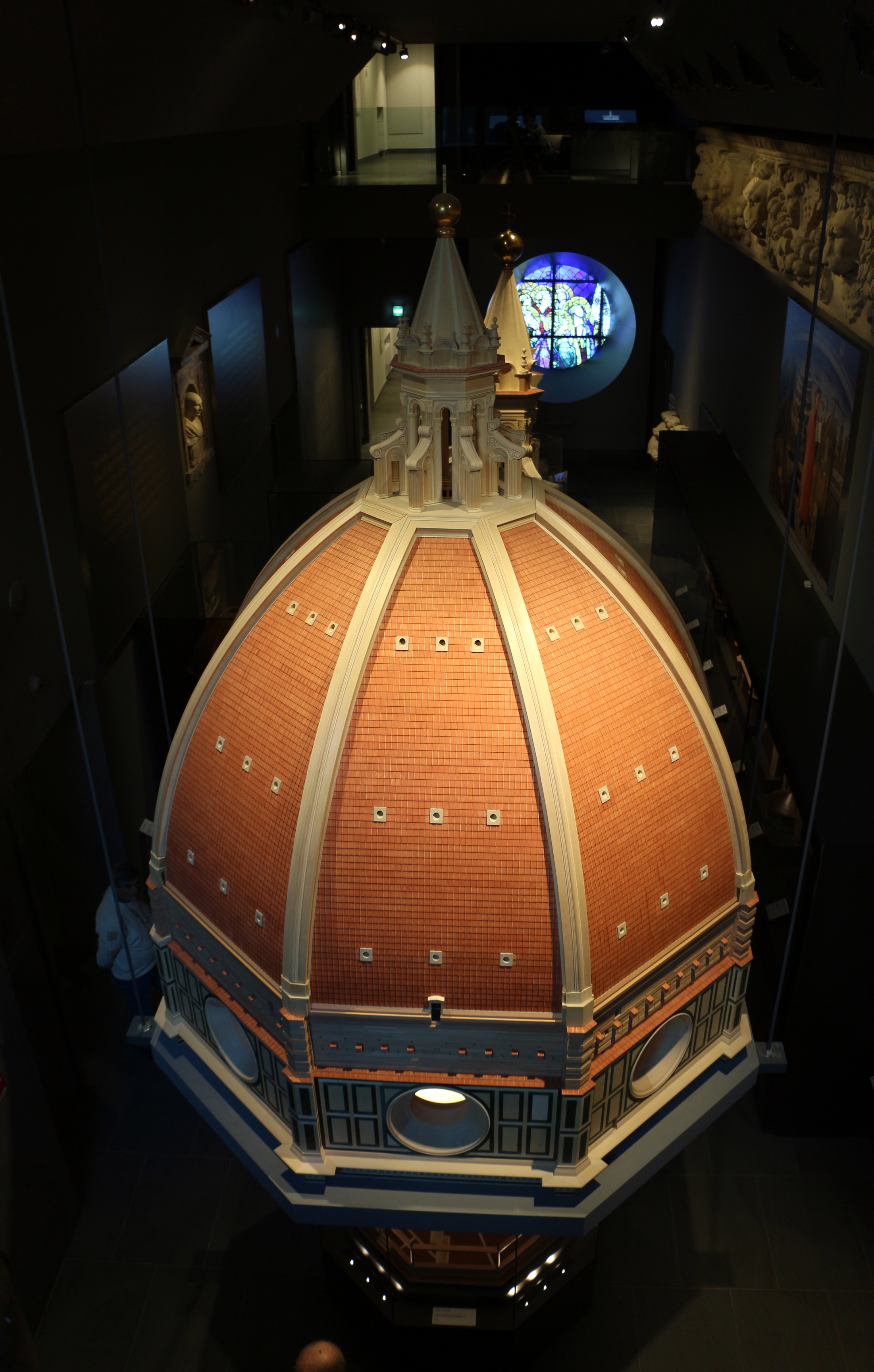
La cúpula de Brunelleschi está generada por la intersección a 45º de dos bóvedas de crucería. Se generan así las ocho caras planas que forman la cúpula. Maqueta del Nuevo Museo de la Opera del Duomo, sala de la cúpula.

Una cúpula hemiesférica, parabólica o elipsoidal es una figura o lugar de puntos generados a partir de un arco que gira en torno a un eje vertical, denominada en este caso cúpula de revolución.Está formada por piezas llamadas dovelas que se disponen en forma de arco hasta la dovela superior o clave, que equilibra los esfuerzos de manera análoga a un arco o bóveda pero en tres dimensiones. Para permitir la entrada de luz al interior de la cúpula puede abrirse un óculo cenital, acompañado o no de una linterna. Para ello se sustituye la clave por un anillo superior de piezas que resistan los esfuerzos de compresión, en ocasiones realizado en bronce para una mayor estabilidad y durabilidad. Teóricamente, siempre es posible construir una cúpula de revolución, puesto que está constituida por infinitos anillos que se sujetan por sí mismos una vez completados. La técnica constructiva es bastante sencilla: los ladrillos se disponen en anillos circulares concéntricos superpuestos, cuyo diámetro disminuye a medida que se eleva hacia la cúspide. De este modo la estructura es autoportante, es decir, capaz de sujetarse por sí misma.
A los encargados que se fueron sucediendo en las obras del duomo les preocupaba que el proyecto preveía una cúpula octogonal con caras planas, una figura muy distinta a un sólido de revolución. La cúpula de la catedral de Florencia, más que una «cúpula» propiamente dicha, es una bóveda de claustro octogonal, descrita como la intersección a 45° de dos bóvedas de crucería, muy similar a las de las naves de la propia catedral. A diferencia de una cúpula de revolución, una bóveda no es autoportante, por lo que en este caso hubiera sido indispensable el uso de cimbras o andamios de madera donde sujetar los muros en construcción hasta el fraguado del mortero. Al tratarse de una estructura de base octogonal presenta una discontinuidad en los vértices de dicho octógono, lugar donde se concentran las tensiones. Por otra parte, en Italia no era posible obtener las grandes vigas disponibles en el norte de Europa, y aunque se hubiese podido, las enormes vigas empleadas en las catedrales de Francia e Inglaterra no habrían sido suficientes para sostener una bóveda como la que se pretendía construir. Según algunas hipótesis, esta dificultad se habría resuelto mediante los anillos horizontales continuos de fábrica, contenidos dentro del perímetro de la estructura, que harían que se comportara de manera similar a una verdadera cúpula a pesar de ser una bóveda, y por tanto sería autoportante.

### El andamiaje

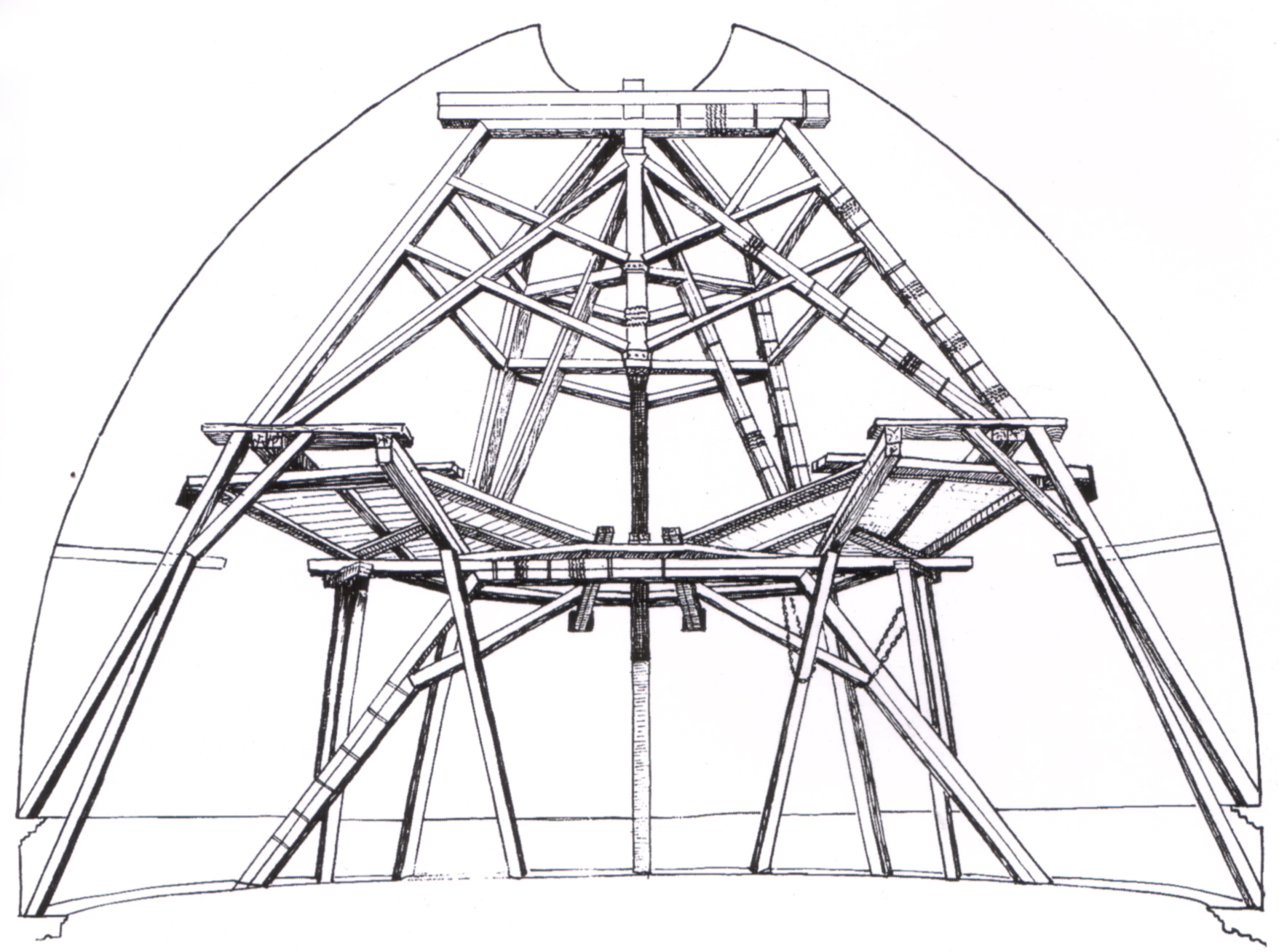
Reconstrucción del andamiaje interno de la cúpula de Brunelleschi. Giovan Battista Nelli, segunda mitad del.

Uno de los inconvenientes iniciales en la edificación de la cúpula era la imposibilidad de utilizar las técnicas constructivas tradicionales. Un sistema de entablamento apoyado de lado a lado del tambor no habría sido factible, debido a la gran distancia que debía cubrir y a los enormes pesos a los que estaría sometido. La enorme altura a la que se desarrollaban las obras tampoco permitía una estructura apoyada desde el suelo. Aunque la decisión de no utilizar cimbras fijas no fue tomada desde el principio, en el programa constructivo del 30 de julio de 1420 el arquitecto ya había previsto una construcción sin el uso de armazones o cimbras, a excepción de los andamiajes de servicio. Para ello ideó un andamio aéreo dispuesto sobre una plataforma circular de madera montada a la altura del interior del tambor, apoyado en grandes travesaños introducidos en los agujales, todavía visibles a nivel del pavimento del balcón, y que se iba elevando gradualmente. Sobre este andamio se colocaron ocho cimbras de madera, ancladas a la pared con ganchos, que se iban desplazando hacia arriba a medida que evolucionaba la construcción. Esta disposición se debía seguir hasta una altura de 30 brazos, dejando abierta la posibilidad de emplear otras soluciones constructivas posteriormente.El proyecto de construcción de la cúpula sin cimbras tradicionales fue una idea innovadora que llamó la atención de la Opera del Duomo.
Al inicio de las obras, cuando el muro de la cúpula era casi vertical, el andamio se sujetaba con vigas introducidas en el muro, mientras que en el último tramo, cuando la cúpula se curvaba para converger hacia el centro, Brunelleschi proyectó otro andamio suspendido del hueco central, sujetado quizás con unas largas vigas en una plataforma apoyada en una cota inferior, donde se depositarían también los materiales y la maquinaria de obra.

## Organización de las obras

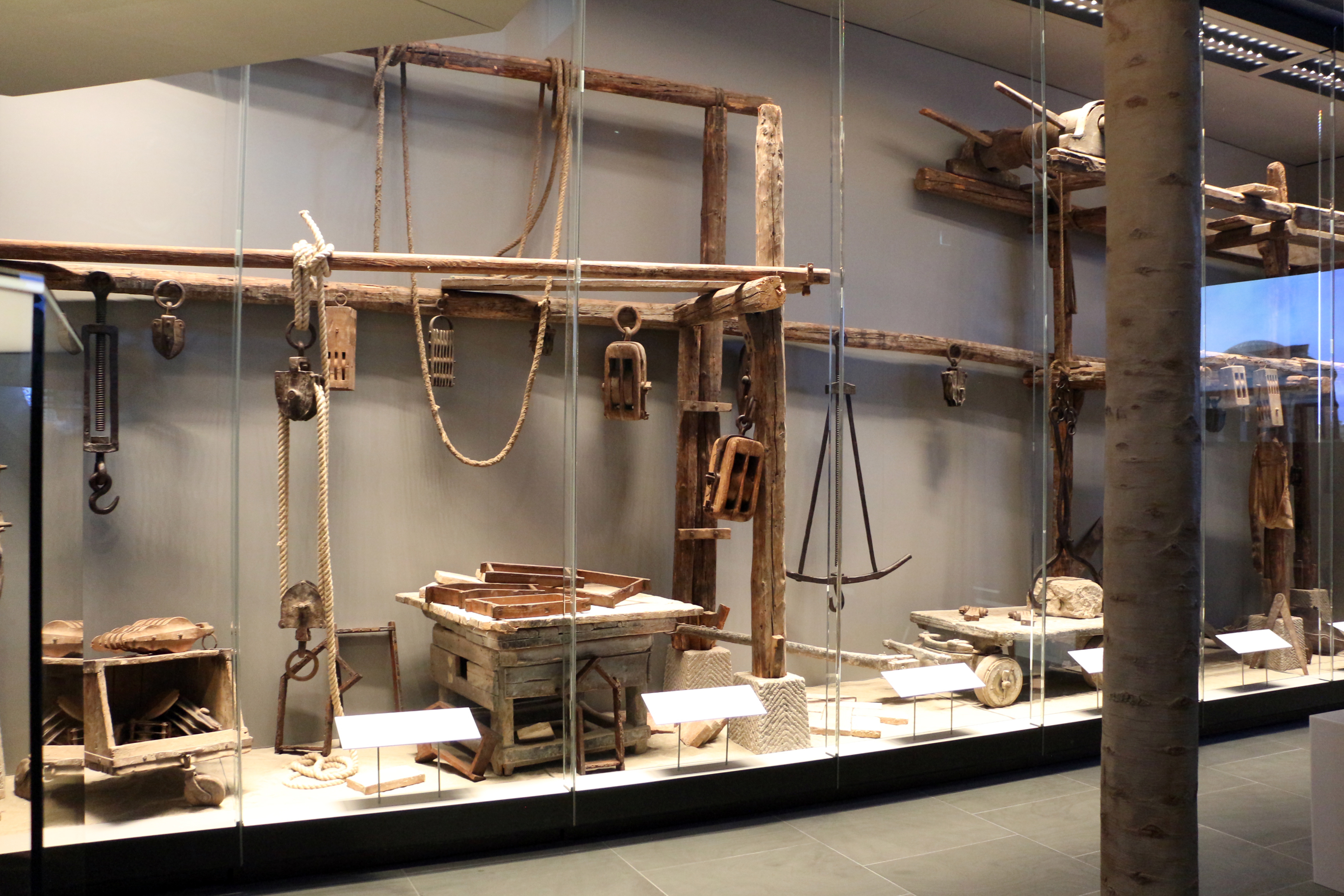
Cabrestantes y maquinaria para la construcción de la cúpula, Museo de la Opera del Duomo, Florencia.

La obra se organizaba principalmente en el área del presbiterio, donde se hacía el acopio de materiales, máquinas y herramientas, así como en las cuatro zonas donde se emplazan los absidiolos. Al nivel del arranque de la cúpula se construyó el gran andamio interno anular donde se organizaban los trabajos. En otras ubicaciones alrededor de la catedral se almacenaba la madera y el mármol, las herramientas de trabajo, una forja, un tejar para la fabricación de ladrillos y un espacio reservado para los artistas, donde Brunelleschi construyó un modelo a escala de la cúpula.
La mayoría de los operarios trabajaba en los andamios, mientras que en el suelo lo hacían los que manejaban la maquinaria y los funcionarios que controlaban la recepción de los materiales. A medida que la obra progresaba en altura, se hizo obligatorio tomar mayores medidas de seguridad. Se colocaron parapetos en los andamios, se prohibió el consumo de vino puro durante la jornada y a los obreros se les permitió aceptar o rechazar las actividades más arriesgadas (con una evidente diferencia de salario). Para que el ritmo de la obra no tuviese tiempos muertos, los obreros solo bajaban del andamio una vez al día, siéndoles suministrado directamente el material de trabajo y la comida. La organización de los trabajos de construcción pudo llevarse a cabo gracias a una mano de obra experta y de confianza, un eficaz sistema de distribución de las distintas labores y un aprovisionamiento eficiente de los materiales. La plantilla de obreros se renovaba cada año, aunque el personal más experto aseguraba su continuidad. Los operarios debían comprometerse a seguir unas reglas de comportamiento precisas, y los salarios eran asignados según la calidad del trabajo realizado.
Las labores de construcción se organizaban en ocho sectores paralelos que trabajaban a la vez, uno por cada paño, lo cual permitía levantarlos uniformemente, ya que estos se iban autosustentando a medida que el mortero fraguaba. El aparejo dispuesto a cuerda flojay en espina de pezpermitía la continuidad de las superficies y la correcta trabazón de los ladrillos, incluso cuando el mortero estaba fresco. Así, estas dos técnicas fueron esenciales para la construcción de la cúpula sin cimbras fijas. Brunelleschi calculó con gran precisión cada detalle, desde la inclinación de los muros hasta la disposición de los ladrillos en espina de pez para que la cúpula fuese capaz de mantenerse en pie por sí misma a medida que crecía progresivamente, sin necesidad de apoyar sobre los tradicionales y enormes andamiajes de madera levantados desde el suelo.

### Las máquinas de Brunelleschi

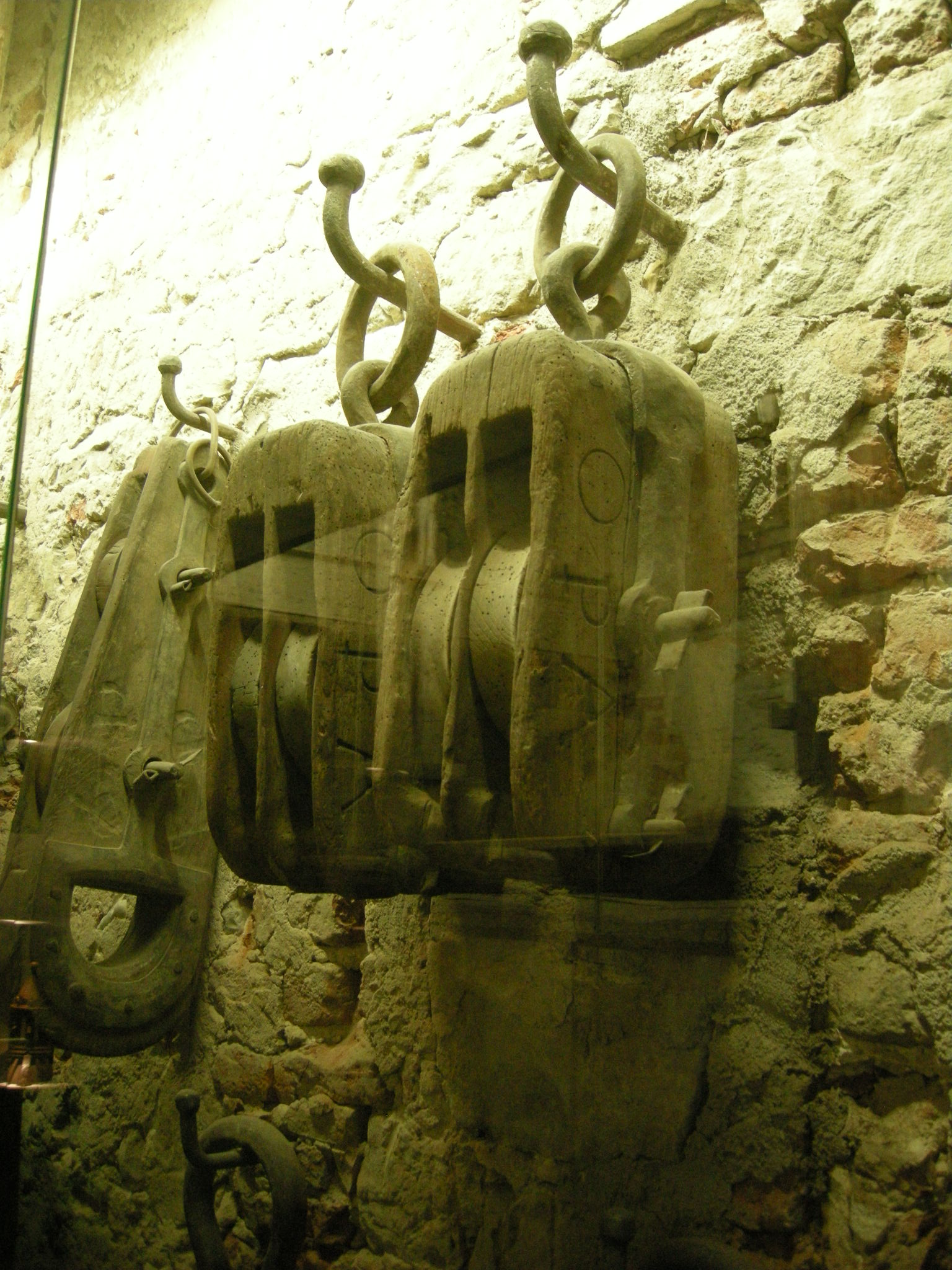
Poleas usadas en las obras de la cúpula, Museo de la Opera del Duomo, Florencia.

El izado de grandes cantidades de material no era posible a través de las escaleras de caracol, empleadas por los albañiles para acceder a la base del andamiaje. Por tanto, Brunelleschi debió idear y construir nuevas máquinas y herramientas, que inspirarían posteriormente a otros ingenieros del Renacimiento como Leonardo da Vinci.La principal máquina de elevación fue el cabrestante reversible a tierra, situado a nivel del suelo, que permitía subir y bajar grandes cargas sin necesidad de invertir el sentido de la rotación, con lo cual se ahorraba tiempo. Además, era capaz de levantar una amplia gama de pesos, desde los más ligeros a los más pesados, con igual potencia de tracción, con lo cual no eran necesarios más animales o varias operaciones de izado. El cabrestante reversible funcionó durante diez años sin modificaciones o reparaciones sustanciales.
Además del cabrestante reversible, en la construcción se emplearon grúas y maquinarias que subían con precisión cargas pesadas, ubicadas en el andamiaje interno o en los muros de la cúpula. Una gran grúa de 20 metros de altura se utilizó para el cierre de la clave y para elevar los materiales de la linterna. Otra de ellas, probablemente la dibujada por Bonaccorso Ghiberti, se montó en el óculo para la construcción de la clave. Muchos otros mecanismos y dispositivos utilizados, tales como cabrestantes ligeros o montacargas giratorios cableados, se atribuyen también a Brunelleschi.
Estos mecanismos empleados para elevar los materiales durante la construcción marcan por sí mismos un gran hito en la tecnología de la edificación. La mayoría de los expertos, desde Giorgio Vasari a Ross King, las consideran como una aplicación de las técnicas ideadas por Brunelleschi para sus célebres relojes, de los cuales solo se conserva el de la torre del Palacio dei Vicari en Scarperia. No ha perdurado hasta la actualidad ninguna de las máquinas de Brunelleschi, aunque quedan numerosas copias en distintos dibujos realizados por Mariano di Jacopo, Francesco di Giorgio, Bonaccorso Ghiberti y Leonardo da Vinci.
| |
| Dibujo del gran cabrestante reversible a tierra. Leonardo da Vinci, Cabrestante a tres velocidades de Brunelleschi, 1480 circa, Biblioteca Ambrosiana, Códice Atlántico, c. 1083 verso |

| |
| Grúa móvil con dispositivo para la colocación de las cargas. Bonaccorso Ghiberti, Vista de la grúa de Brunelleschi. 1366-1368, BNCF, B.R. 228, c. 106r. |

| |
| Mariano di Jacopo, llamado il Taccola, Vista general del la grúa de Brunelleschi, primera mitad del siglo XV, BNCF, Ms. Palatino 776, c. 10r |

|                                                                                   |
| Maqueta de la grúa giratoria de Brunelleschi según un dibujo de Leonardo da Vinci |

| |
| Maqueta del cabrestante reversible. Imagen tomada por Paolo Monti. Servizio fotografico (Firenze, 1975). |

## Hipótesis de construcción

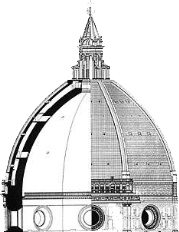
Sección de la cúpula de Santa María del Fiore en Florencia, que muestra la doble cúpula diseñada por Brunelleschi en 1420.

Filippo Brunelleschi era famoso en Florencia, además de como artista polifacético, como poseedor de un carácter un tanto irascible y de un sentido del humor bastante mordaz.Era además un maestro en el arte de la manipulación; de hecho es considerado como el padre de la perspectiva, que es una representación imaginaria de una realidad tridimensional mediante un sistema bidimensional.
En lo que respecta a la construcción de la cúpula, parece ser que Brunelleschi también jugó al despiste, puesto que tras años de debate sobre cual debía ser el «mágico artificio» que habría permitido su edificación, no se llegó a ninguna conclusión definitiva. La cúpula octogonal de caras planas, construida sin cimbras y con mortero de fraguado lento de la época teóricamente no podía sostenerse. El arquitecto fue muy celoso del modo en que fue edificada y trató de desvelar lo menos posible de su técnica constructiva. La disposición de los ladrillos con un aparejo en espina de pez, visibles en el corredor hueco existente entre las dos cúpulas, se indicaba normalmente como una parte del «secreto» aunque sin que se entendiese la función real. Sin embargo, según algunos expertos estas superficies de albañilería no se corresponderían con una función estructural real y serían únicamente un engaño deliberado, tal vez con el propósito de evitar las críticas que malograran su proyecto o el robo de su idea.
Los detalles de la estructura de la cúpula, así como el proceso constructivo empleado por Brunelleschi permanecen todavía ocultos en su interior. Las especificaciones del documento de 1420 se ajustan al resultado final, pero proporcionan poca información sobre la metodología constructiva empleada. Se han propuesto diversas teorías sobre el sistema de construcción y la forma en que funciona estructuralmente, sin que ninguna de ellas sea concluyente:

### Una cúpula de revolución contenida en la cúpula octogonal

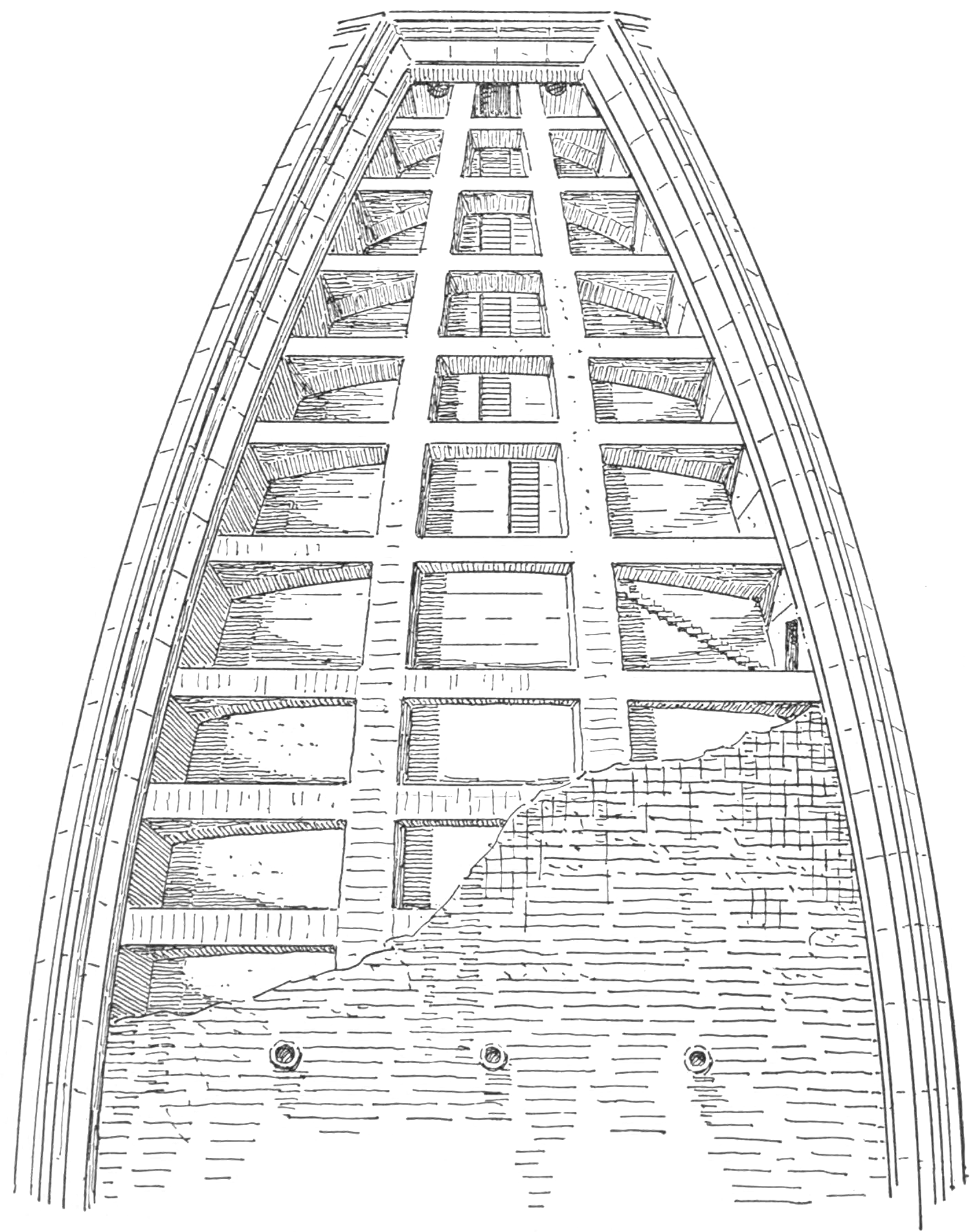
Esquema de una de las ocho caras que forman la cúpula, donde se aprecian las costillas horizontales de conexión con un perfil variable. Character of Renaissance Architecture, figura 7. Charles Herbert Moore, 1905.

Una de las teorías más conocidas es la mencionada por separado por los profesores Rowland J. Mainstone y Salvatore Di Pasquale, y que ya había sido apuntada en la antigüedad por Alberti. En 1977, durante el proceso de retirada de las tejas en uno de los sectores para su restauración, se descubrió que las líneas de tendida de los ladrillos no eran horizontales sino que seguían una curva abierta hacia arriba, llamada a cuerda floja. Este hecho, que nunca se había percibido anteriormente, indujo a examinar con más detalle la disposición de los ladrillos.Se observó además que las caras de los ladrillos no eran horizontales sino que estaban inclinadas en hileras que convergían en un punto situado en el centro del octógono de la base de la cúpula. Era como si la cúpula de caras planas se hubiese elaborado tomando partes de muros construidos como una cúpula clásica. La conclusión a la que llegaron los investigadores era que los ladrillos se disponían como si se fuera a construir una cúpula de revolución. De esta forma y para garantizar que la estructura fuese autoportante, bastaría con que en el espesor de los muros pudiese inscribirse una cúpula de revolución de espesor adecuado para su estabilidad.
Sin embargo, al no poder construir la cúpula con un espesor tan grande como para contener en su interior una de revolución, Brunelleschi habría creado una cúpula de doble casquete y unas costillas intermedias horizontales de conexión. Estas no son de sección constante, sino que tienen mayor espesor en la unión con las ocho grandes nervaduras principales, mientras que su espesor se reduce en el centro del paño. El perfil de estos arcos, junto con el perfil del intradós del casquete exterior de la cúpula, generan una forma casi circular, de forma que entre ambos casquetes sería posible inscribir un anillo circular completo de menor espesor, que sería tangente a los ángulos del octógono interior y a los puntos medios del exterior. Así, la cúpula octogonal real se asimilaría a una cúpula virtual equivalente de revolución.

#### Método de los conos de revolución

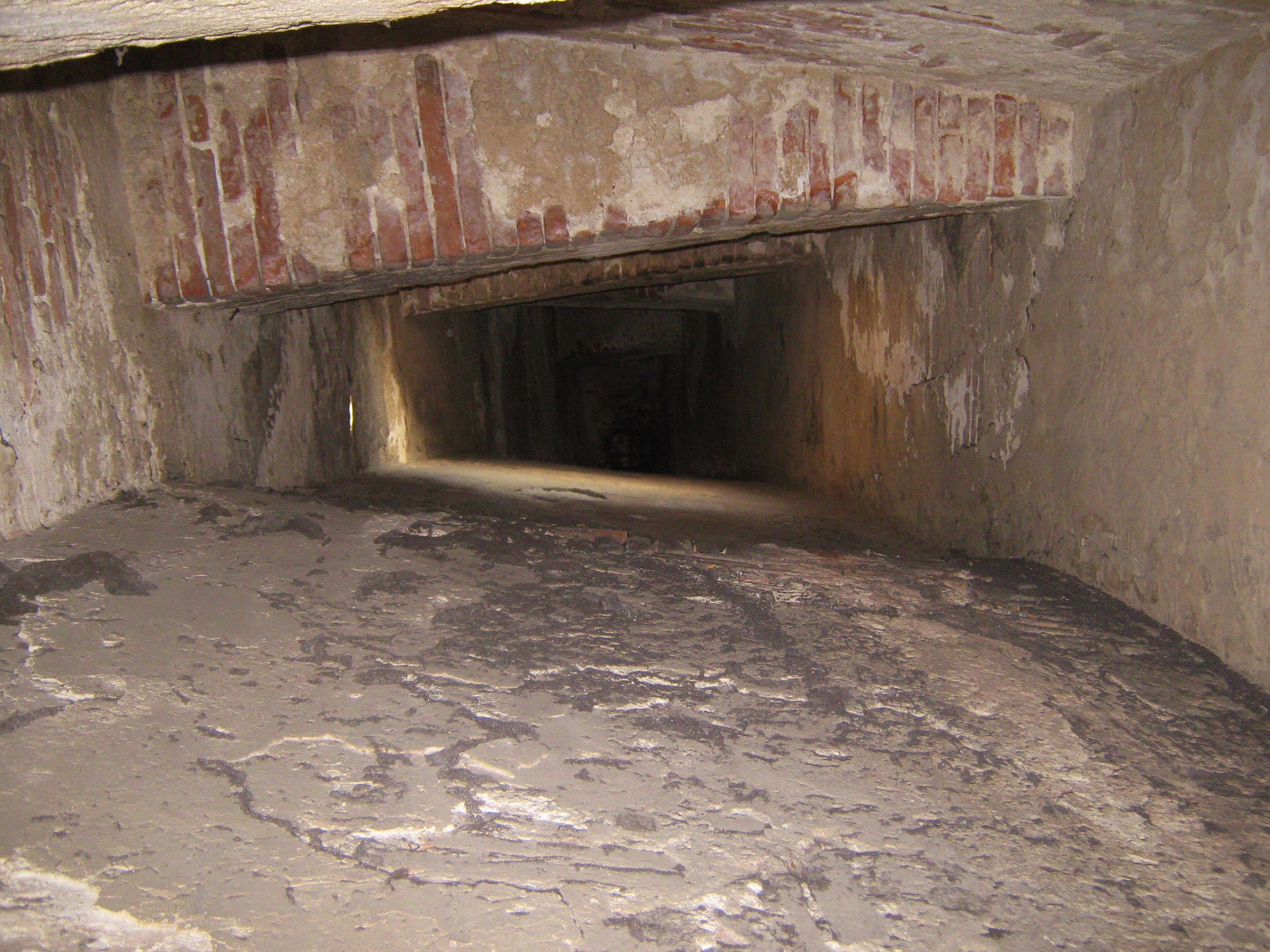
Detalle del espacio entre la cúpula interior y exterior, donde se aprecia una de las 24 nervaduras de sección variable dispuesta horizontalmente.

Este sistema requiere que las hiladas de mortero describan la forma de un cono de revolución inscrito dentro de una cúpula circular, con un eje vertical común coincidente con el eje vertical de la cúpula y su vértice apuntando hacia abajo. En el lugar donde este cono virtual se interseca con la forma octogonal de la cúpula se produce una línea cónica a cuerda floja. En esencia, esta teoría propone que la cúpula estaría compuesta por una serie de secciones cónicas horizontales, cuya inclinación aumentaría a medida que se alcanza mayor altura, y cuyas hiladas de mortero incrementarían también su curvatura con la altura.
En cuanto a la función de los ladrillos dispuestos en espina de pez, según Paolo Rossi esta habría sido la de sostener la estructura hasta que se cerrase con la clave, evitando así el uso de grandes cerchas. De esta forma, Brunelleschi habría conseguido construir la cúpula octogonal de albañilería sin la ayuda de cimbras y de forma un tanto intuitiva.
No obstante, esta teoría fue cuestionada por algunos expertos en los años 1980, puesto que una cúpula virtual de revolución de pequeño espesor, contenida dentro de otra enorme cúpula octogonal de mayor grosor y peso, habría producido una gran cantidad de «peso muerto» sin grandes beneficios a cambio. Además, esta hipótesis no daba ninguna importancia ni función estructural a los ocho grandes nervios principales y, en esencia, no consideraba la cúpula como una estructura integrada en todas sus partes.

### Una cúpula radial trazada con cuerdas-guía

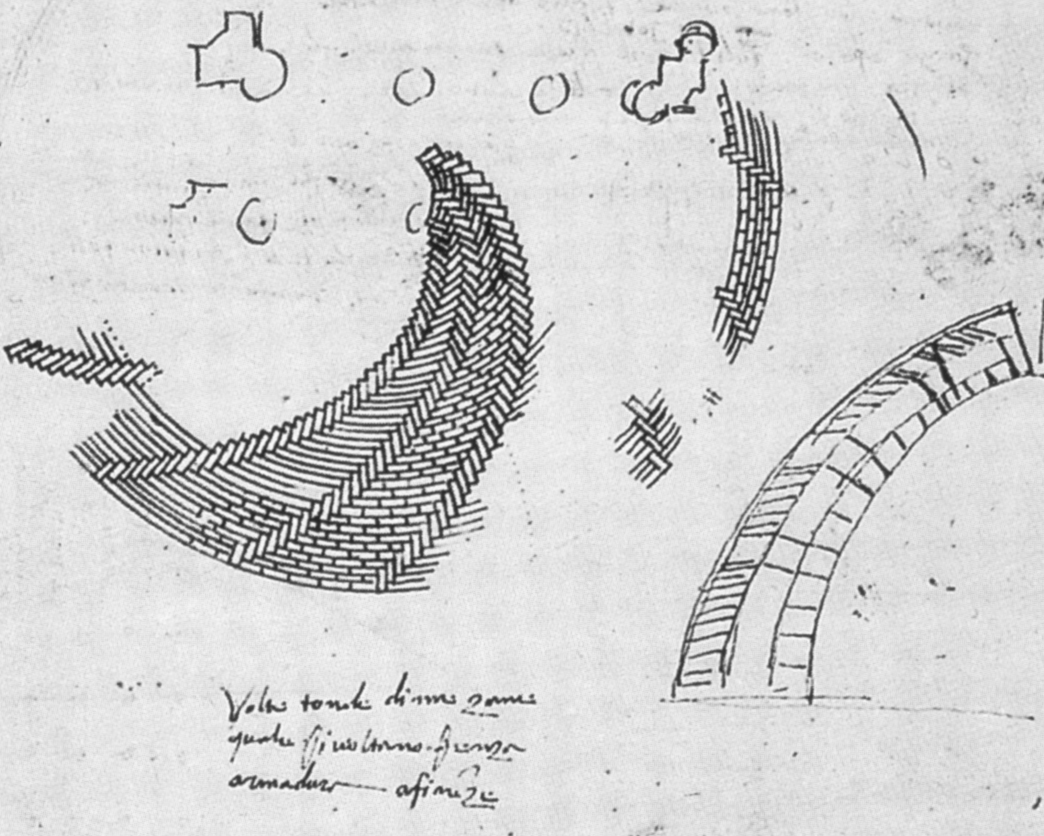
Dibujo para una cúpula en espina de pez, presumiblemente basado en la observación de la cúpula de Brunelleschi. Antonio da Sangallo el Viejo, principios del. Gabinete de dibujos y grabados, Galería Uffizi.

Otra de las teorías más célebres es la formulada y publicada por el profesor Massimo Ricci. De acuerdo con esta hipótesis, la técnica constructiva de la cúpula no respondería en absoluto a una cúpula de revolución, ni siquiera en su estructura interna. El método empleado para su edificación sería mediante un sistema de cuerdas radiales que se cruzarían en un eje central y que estarían unidas a un marco de referencia fijo. Este procedimiento determinaría la posición e inclinación de los ladrillos durante el proceso constructivo, que no habrían estado colocados según una disposición circular, sino cóncava respecto al lado opuesto del octógono.

#### Método de la plantilla en forma de flor
Después de realizar distintas comprobaciones en el intradós de las caras de la cúpula, se dedujo que la estructura de la cúpula podría haber sido desarrollada en sentido radial vertical y no horizontal, como sugería la hipótesis de la cúpula de revolución. Según esta nueva suposición, la estructura de la cúpula habría estado generada como una sucesión de hileras radiales inclinadas. Brunelleschi habría empleado para ello una curva «pseudocircular»,trazada desde el andamio circular situado en la base de las impostas, y con centro en la vertical del edificio. Esta forma curva se habría materializado mediante un sistema de cuerdas cruzadas entre sí y medidas con una plomada sobre las diagonales de la base, fijadas en los ángulos interiores del octógono.

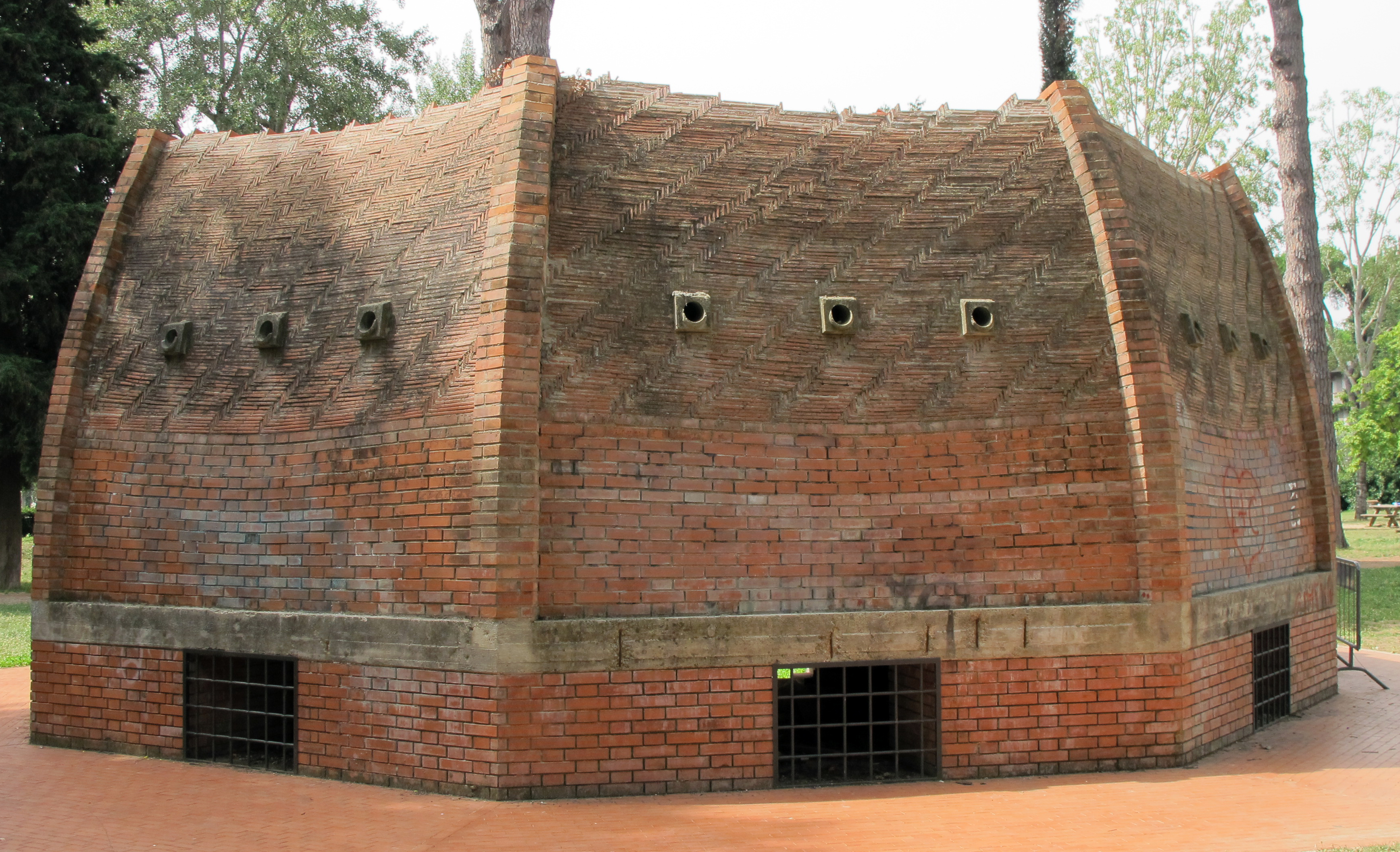
Reconstrucción a escala 1:5 de la cúpula de Brunelleschi en el parque de la Anconella de Florencia. En la parte superior se observa el aparejo en espina de pez, así como la disposición de las hiladas de ladrillo que no es recta, sino que sigue una curva abierta hacia arriba, denominada a cuerda floja.

De este modo habría sido posible definir los ángulos de la cúpula utilizando pequeñas cimbras móviles. La curva «pseudocircular» iría trazando el contorno de cada paño mediante una cuerda móvil fijada en un lado sobre la propia curva y que pasaría además por el centro sobre la vertical. Dicha cuerda iría describiendo una curva en cada paño siguiendo este esquema en forma de flor lobulada, que se iría desplazando hacia arriba a medida que la construcción progresara en altura. Mediante este sistema, los albañiles tendrían una referencia en cada punto de la construcción para disponer la hilada de ladrillos. Estos se irían colocando en hiladas inclinadas hacia el centro de la cúpula, con el aparejo en espina de pez elevándose con una disposición en espiral. Esta sería, según Ricci, la verdadera función de la disposición en espina de pez: fijar la posición radial exacta de cada ladrillo (siguiendo la dirección que le marca la cuerda) durante su colocación para que desempeñe su función específica. Además, esta técnica posibilitaría la construcción de los ocho paños independientemente y sin interrupciones, lo cual habría evitado la dificultad de construir las ocho caras a la vez. Según esta hipótesis, la disposición a cuerda floja no tendría ninguna función estructural, sino que sería una consecuencia del método constructivo empleado mediante la plantilla en forma de flor.
Esta teoría fue puesta en práctica en un modelo parcial realizado en ladrillo a escala 1:5, levantado bajo la dirección de Ricci en el parque de la Anconella de Florencia entre 1989 y 2007, donde se utilizaron las técnicas y métodos constructivos citados. El experimento también permitió precisar otros aspectos más complejos de la tecnología de la cúpula, como la disposición estructural de los arcos angulares, el papel de la fábrica de ladrillo en espina de pez o la posibilidad por parte de Brunelleschi de controlar el progreso de la construcción a medida que se desarrollaba en altura. Según afirman quienes apoyan esta hipótesis, no puede probarse que se empleara este método para la construcción de la cúpula, aunque es posible que se utilizara un sistema similar.

## La linterna

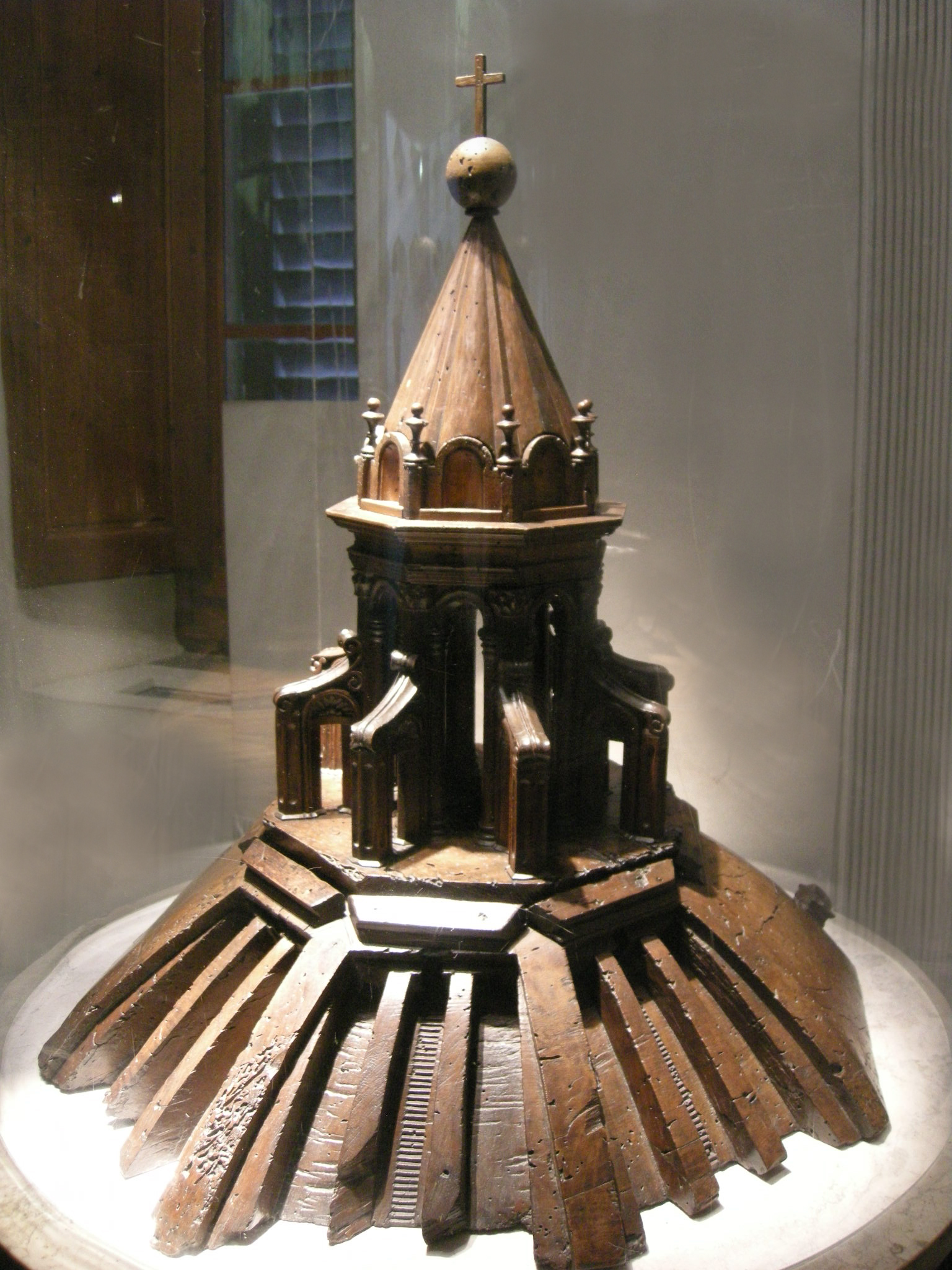
Maqueta en madera de la linterna, reproducción del original presentado por Brunelleschi el 31 de diciembre de 1436. Museo de la Opera del Duomo, Florencia.

En el programa de 1426 se hizo alusión por primera vez a la linterna, cuando la cúpula estaba casi finalizada y cerrada con el anillo de compresión superior que unía ambos casquetes. Después de convocar otro concurso y estudiar diversas propuestas, la Opera encargó a Brunelleschi la realización de una maqueta.El 31 de diciembre de 1436 se aprobó el proyecto presentado por el arquitecto, al considerarse la mejor proporcionada, más fuerte, ligera, luminosa y mejor impermeabilizada. El 15 de abril de 1446, poco tiempo después de la colocación de la primera piedra, Brunelleschi falleció. Tras su muerte, diversos artistas prosiguieron su construcción siguiendo su diseño, entre ellos su amigo y discípulo Michelozzo di Bartolomeo, Antonio Ciaccheri, Bernardo del Borra (Bernardo Rossellino) y Tommaso Succhielli, quien la finalizó el 23 de abril de 1461. Para su construcción se utilizaron diversas máquinas e invenciones ideadas por el propio Brunelleschi, entre ellas una grúa giratoria y un armazón de madera.
El diseño de la linterna continúa la forma poligonal de la cúpula. Está constituida por un prisma octogonal central de seis metros de diámetro y dieciséis de altura. Se asienta sobre una plataforma de mármol sujetada por la cadena de piedra que cierra la cúpula en su parte superior. Sus aristas están rodeadas por ocho contrafuertes terminados en forma de voluta y apoyados sobre ocho pilastras coronadas por capiteles corintios. En sus caras se abren ocho ventanas estilizadas de nueve metros de altura. Sobre el prisma se ubica una pieza cónica acanalada a modo de aguja, adornada con arcos de medio punto en sus caras. El 30 de mayo de 1471 se instaló en la cima una esfera de remate de bronce, diseñada por Andrea Verrocchio y coronada con una cruz. Para poder elevarla también fueron necesarias las máquinas de Brunelleschi, operación realizada por los ayudantes del taller de Verrocchio, entre los que se encontraba un joven Leonardo da Vinci.
En 1475, el matemático Paolo dal Pozzo Toscanelli instaló en la base de la linterna el gnomon de un reloj de sol, el cual le permitió calcular con gran precisión la órbita de la Tierra alrededor del Sol.

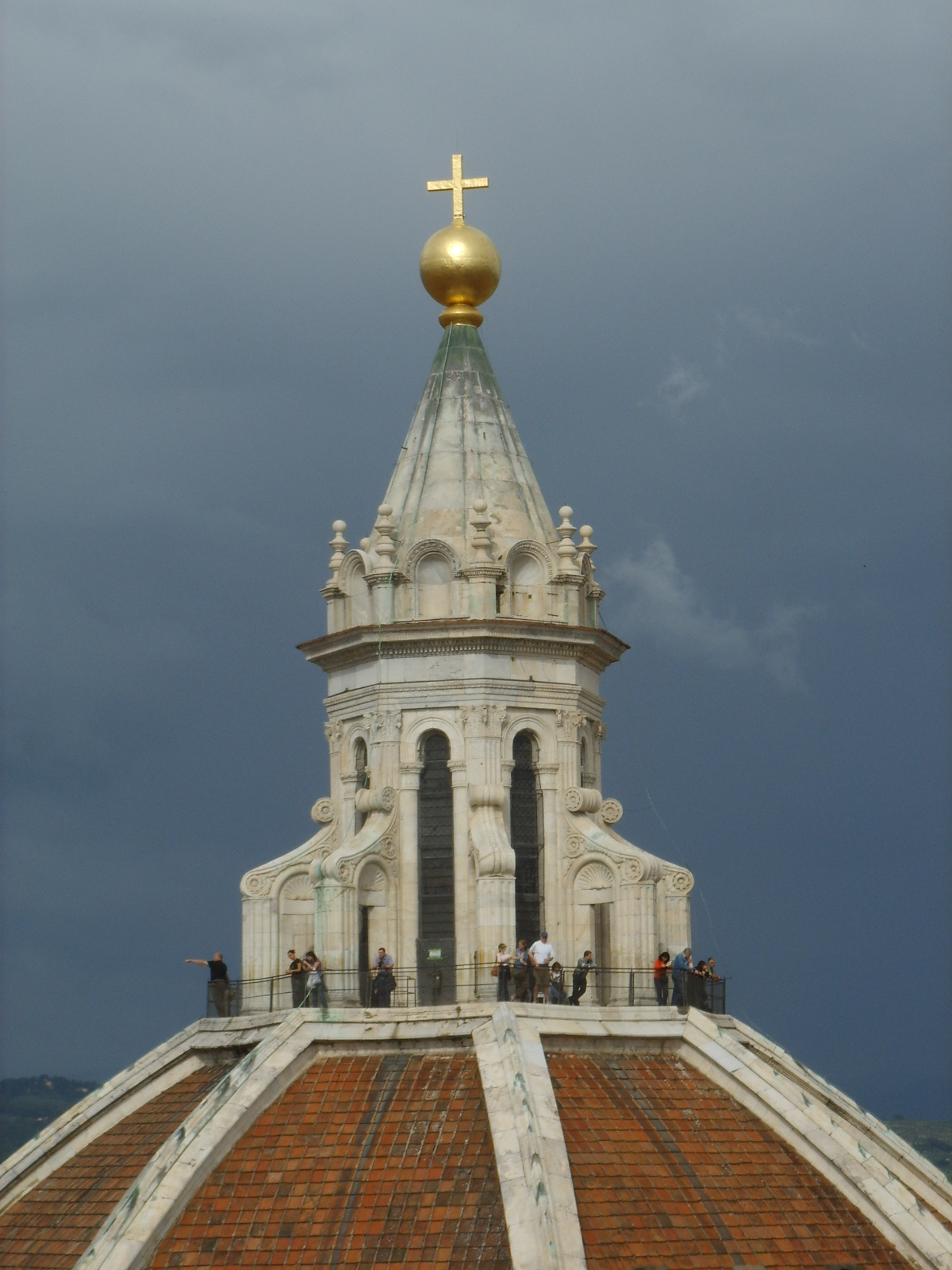
Detalle de la linterna vista desde el campanile.

Formalmente, la linterna representa el eje visual de la catedral y sirve como remate de las líneas ascendentes de las ocho grandes costillas verticales. Se cree que Brunelleschi pudo haberse inspirado para su diseño en la orfebrería religiosa, como los incensarios o las custodias, aumentados a escala monumental. La linterna que finalmente se construyó pudo haber sufrido modificaciones con respecto al proyecto original, con una ornamentación más elegante y refinada de acuerdo con el gusto de la mitad del siglo XV, dominado por la figura de León Battista Alberti.
La linterna tiene una función muy importante en la estática global, puesto que estabiliza el anillo de compresión de la cúpula. Las ocho costillas verticales convergen hacia su base y continúan en los contrafuertes, de manera que el peso de la linterna se descarga sobre ellos y se transmite por las costillas. Por otra parte, los esfuerzos que actúan sobre la estructura son tan grandes que las propias costillas tienden a doblarse hacia el interior por el efecto de las cargas y del peso propio. El enorme peso de la linterna, de unas 750 toneladas, contrarresta el empuje hacia el interior de la base de la cúpula.
La linterna ha sufrido numerosas vicisitudes a lo largo de la historia. La noche del 5 de abril de 1492 cayó un rayo sobre ella, destruyendo casi la mitad, aunque sin causar daños importantes. Durante la noche del 26 al 27 de enero de 1601, en torno a las 5 de la madrugada, la esfera se desplomó a causa de otro rayo. La cúpula quedó afectada en distintos puntos, y la bola tuvo que ser repuesta en 1602. Detrás de la plaza que está bajo la cúpula, un disco de mármol marca aún el punto exacto en el cual se estrelló contra el suelo. En 1859 se instaló un pararrayos para proteger la linterna y la esfera.

## El revestimiento del tambor

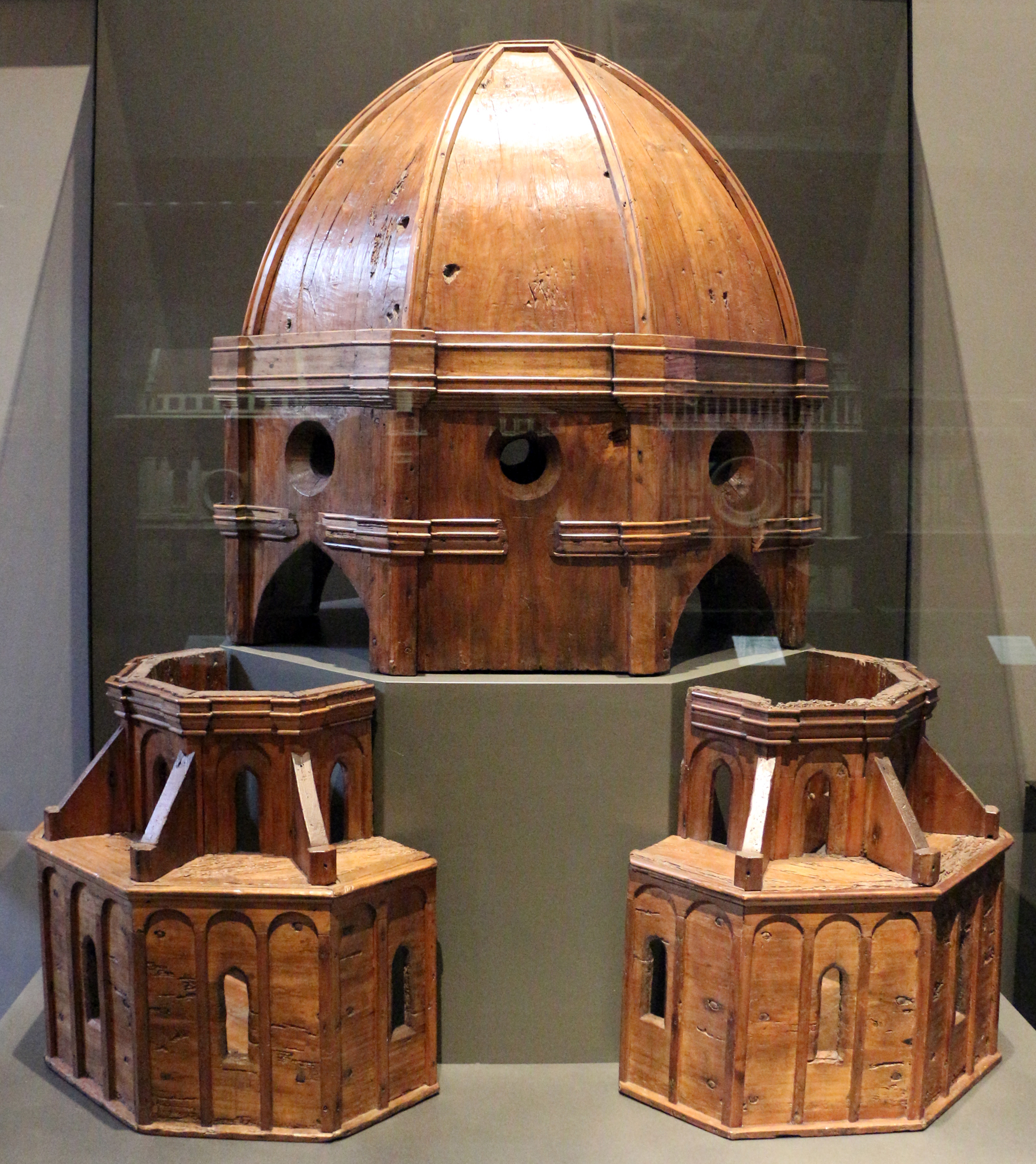
Maqueta en madera atribuida a Brunelleschi de la cúpula y las tribunas. Museo de la Opera del Duomo.

Finalizada la construcción de la cúpula, quedaba solo por decorar la parte exterior del tambor octogonal. Un primer apunte, en lo que respecta a las dimensiones, había sido ya esbozado por Brunelleschi en la maqueta en madera atribuida al propio arquitecto y conservada en el Museo de la Opera del Duomo. A este modelo le siguió otro realizado por Antonio Ciaccheri entre 1452 y 1460, que probablemente recogía algunas indicaciones del propio Brunelleschi. Entre estos primeros proyectos del siglo XV también se encontraba una maqueta atribuida a Giuliano da Maiano.
El problema siguió sin resolverse hasta principios del siglo XVI, cuando fue convocado un concurso para la conclusión del tambor. En él participaron diversos arquitectos, cada uno de ellos con su propia maqueta en madera. Andrea Sansovino planteaba una coronación con un balaustre rodeado por columnas jónicas; sin embargo Giuliano y Antonio da Sangallo el Viejo proponían un modelo sin balaustrada. Otro proyecto fue el presentado por Simone del Pollaiolo, junto a Giuliano da Sangallo y a Baccio d'Agnolo.

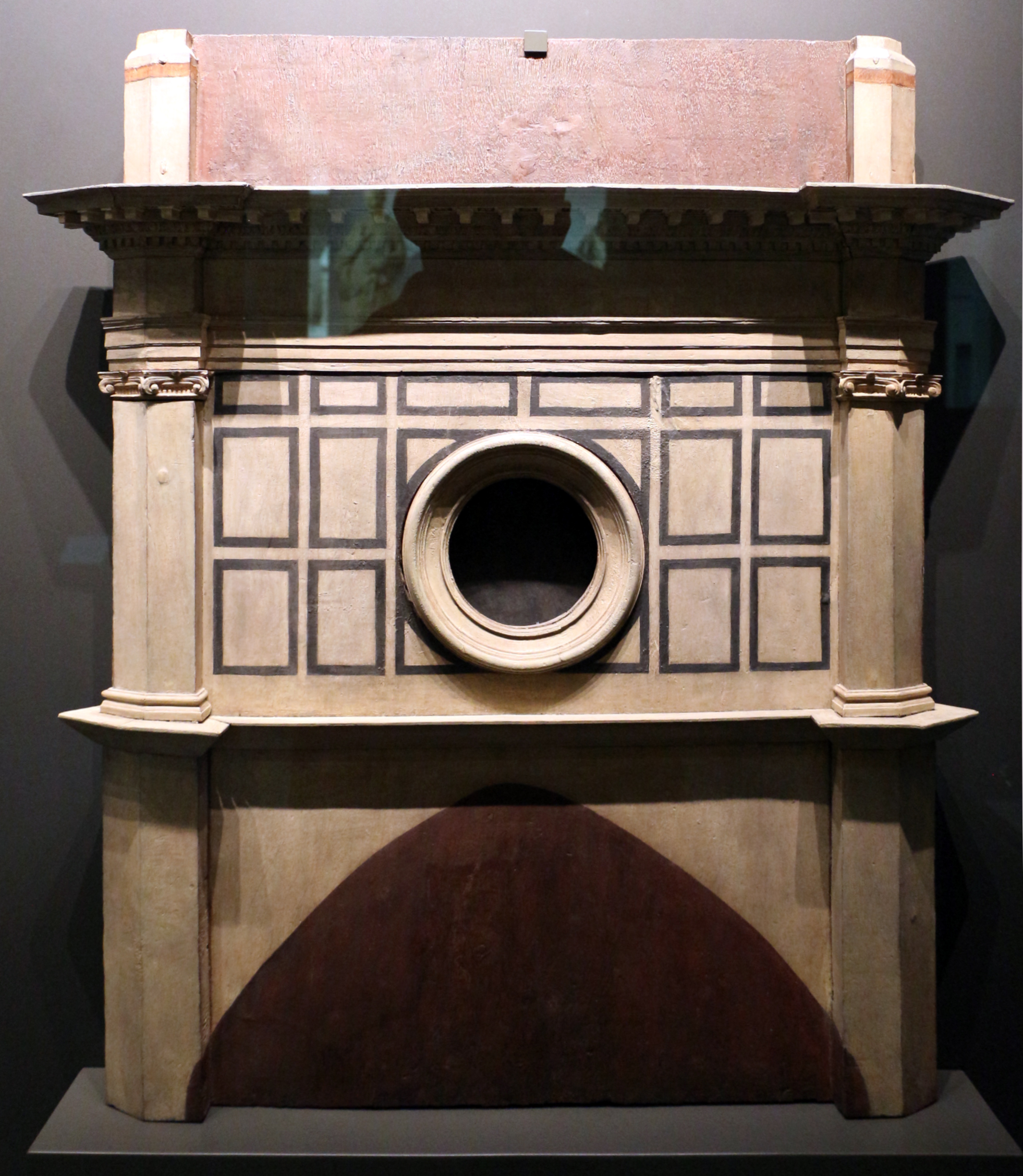
Maqueta en madera número 143, atribuida a Miguel Ángel, 1507.

En el verano de 1507, la Opera de Santa María del Fiore encargó a Miguel Ángel un dibujo o modelo para el concurso del tambor antes de finales del mes de agosto. Según el autor Giuseppe Marchini, el artista habría enviado algunos bocetos a un carpintero de Florencia para la construcción de la maqueta.El proyecto planteaba a grandes rasgos mantener una cierta continuidad con la preexistencia, mediante la inserción de una serie de piezas rectangulares en mármol verde de Prato alineadas con los capiteles de las pilastras de las esquinas. Estaba previsto otro entablamento, cerrado mediante una cornisa, de forma análoga al del Palacio Strozzi. El diseño se completaría con una serie de ocho estatuas colocadas en la parte superior, en correspondencia con las ocho costillas de la cúpula. Sin embargo, este proyecto no fue elegido por el jurado.
En 1512 se tomó la decisión de comenzar las obras para la finalización del tambor según el proyecto diseñado por Baccio d'Agnolo junto con Pollaiolo y Giuliano da Sangallo, los vencedores del concurso. La normativa imponía que debían trabajar en equipo y respetar la propuesta parcialmente construida hasta la fecha, con el fin de evitar sobrecostes innecesarios. El propio d'Agnolo, encargado en esa época de la Opera de Santa María del Fiore, fue el responsable de continuar la obra tras la muerte de Pollaiolo y el abandono de Sangallo. El proyecto incluía un friso de inspiración clásica y dos pilastras a los lados de los óculos. También preveía la incorporación de un balcón corrido macizo en lo alto del tambor, sujetado por columnas de mármol blanco, con nueve arcadas en cada lado divididas por lesenas. El balcón estaba compuesto por tres partes: un corredor central y dos balaustradas, una inferior y otra superior. A la central se accedía a través de las puertas abiertas por Brunelleschi en el tambor. Esta solución mediante un balcón corrido ya había sido prevista por el arquitecto en el documento de 1420.

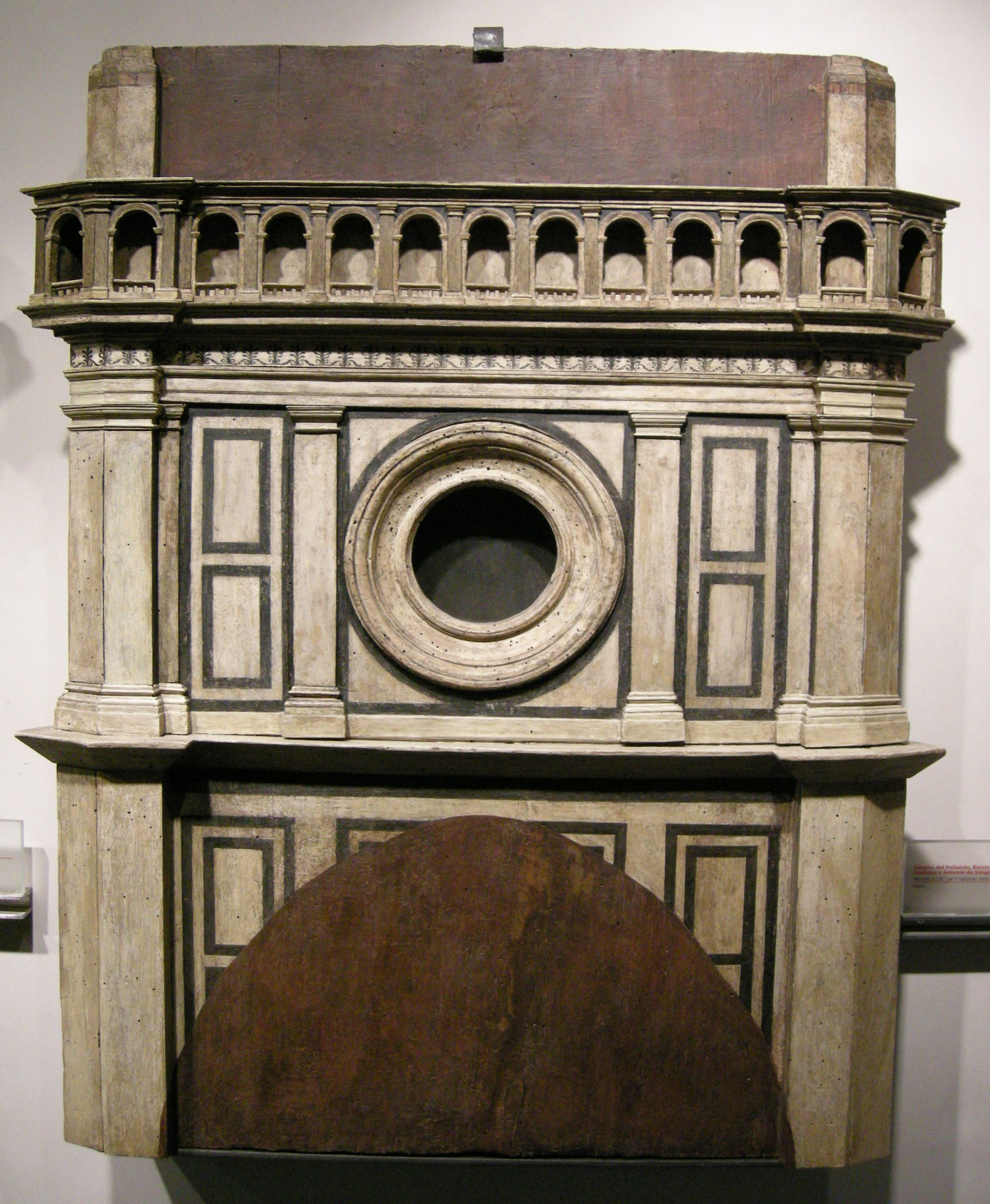
Maqueta en madera del tambor y el balaustre corrido de Simone del Pollaiolo, Baccio d'Agnolo y Giuliano da Sangallo.

Durante la fase de construcción se realizaron algunas modificaciones. Se sustituyeron los balaustres por otros más robustos, se añadieron dos arcadas por cada cara y se practicaron acanaladuras en las lesenas. Sin embargo, las obras se interrumpieron en 1515, con la balaustrada finalizada solo en el lado de la cúpula recayente hacia la vía del Proconsolo. Los motivos de la paralización puede que se debieran al escaso éxito obtenido entre los florentinos o a las críticas expresadas por los ciudadanos y en especial por Miguel Ángel.
En torno a 1516, Miguel Ángel realizó algunos dibujos para la finalización del tambor, conservados en la casa Buonarroti. Probablemente hizo construir una nueva maqueta de madera,donde de nuevo se suprimía la balaustrada en favor de un mayor relieve de los elementos portantes. En concreto, uno de los dibujos muestra el añadido de unas columnas pareadas, situadas en los ángulos del octógono y coronadas por varias cornisas salientes. Se piensa que este esquema podría haber sido utilizado posteriormente para la cúpula de la basílica de San Pedro del Vaticano. Sin embargo, las ideas de Miguel Ángel quedaron únicamente en un proyecto y el tambor terminó finalmente incompleto en siete de sus ocho lados.
En 1694 los arquitectos Gherardo y Pier Francesco Silvani aconsejaron reforzar el balcón corrido, puesto que había experimentado diversos movimientos a pesar de haber sido afianzado en anteriores ocasiones. Se piensa que probablemente el enorme peso de toda la balaustrada terminada habría creado problemas de estabilidad en la cúpula.
En el Museo de la Opera del Duomo se conservan ocho maquetas de madera presentadas a concurso con la representación de una cara del tambor. Los números 136 y 137 pertenecen al siglo XV, mientras que las catalogadas con los números 139 al 144 son del siglo XVI. La más antigua de todas, la número 136, se atribuye a Ciaccheri, mientras que en las otras siete existen dudas sobre su autoría.

## Posibles inspiraciones

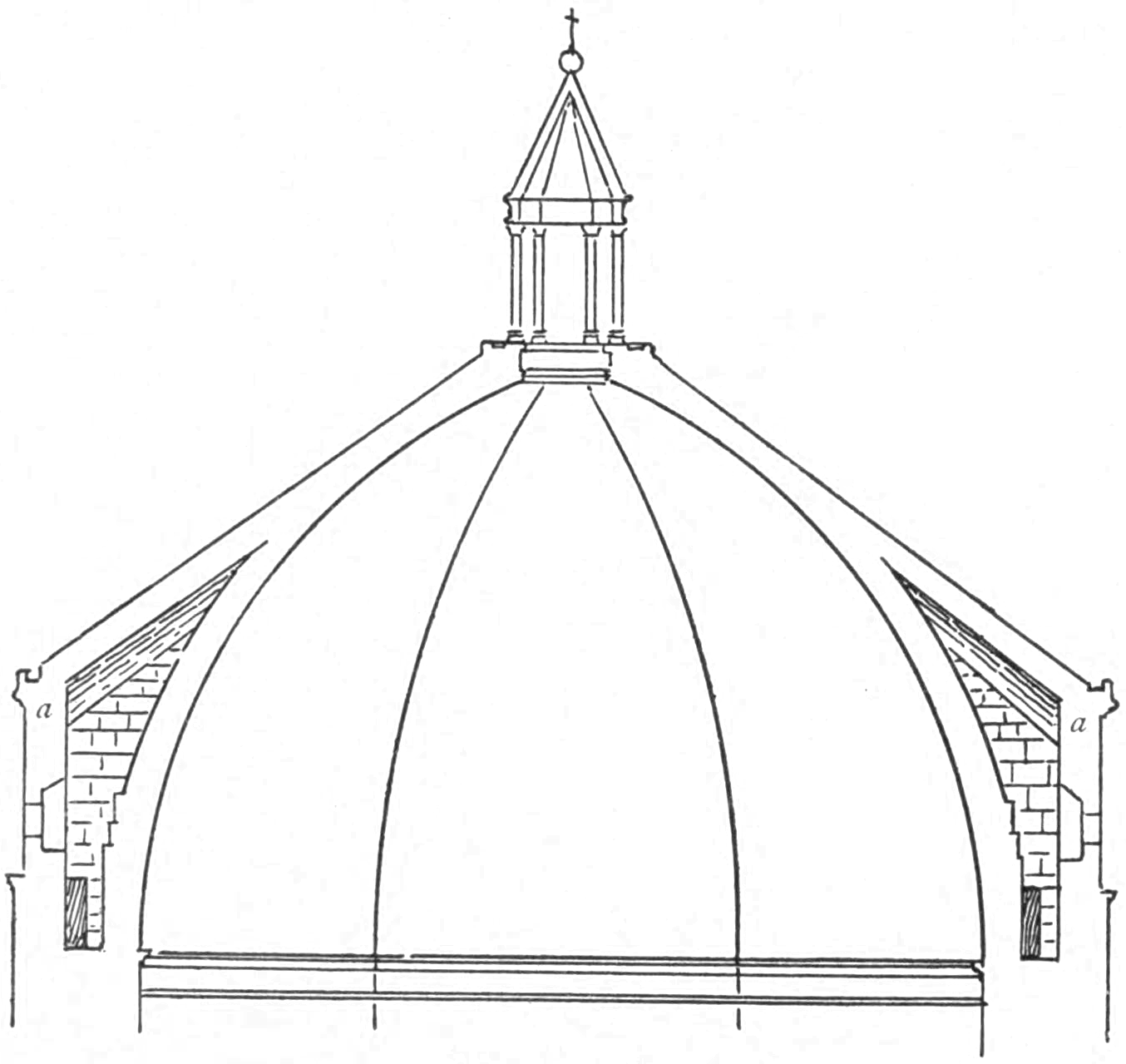
Sección del baptisterio de San Juan de Florencia. Charles Herbert Moore, Character of Renaissance Architecture. Fig. 4. 1905.

Brunelleschi carecía de referencias tecnológicas a la hora de resolver el problema de construir una cúpula gallonada, es decir, una bóveda de cañón apuntada de planta octogonal, por lo que tuvo que inventar literalmente el procedimiento constructivo empleado en todo su proceso. Todas las cúpulas que se han intentado proponer como modelos para la de Florencia eran de revolución (autoportantes) o bien realizadas con cimbras y armaduras, mientras que la de Santa María del Fiore no estaba basada estos sistemas. A pesar de la novedad de la técnica finalmente utilizada, se han formulado diversas hipótesis sobre las posibles fuentes que podrían haber inspirado al arquitecto: por una parte, los precedentes florentinos; por otra, las estructuras abovedadas de época romana y por último, la tradición constructiva de Persia.
Varios autores coinciden en que Brunelleschi tenía presente la geometría y la técnica constructiva de la cubierta del baptisterio de San Juan, realizada mediante una cúpula de perfil apuntado sobre una planta octogonal. Esta cúpula arranca desde un nivel inferior a la línea de coronación de los muros exteriores y está recubierta por un techo piramidal octogonal de piedra. Entre la parte interior y los muros perimetrales de cierre hay un hueco de 1.25 metros de anchura. Sin embargo, para su construcción no se empleó la técnica del aparejo en espina de pez.

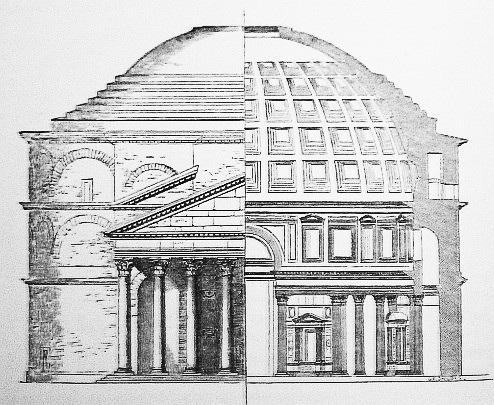
Alzado y sección del Panteón de Roma.

En lo que respecta a la segunda fuente de inspiración, el biógrafo Antonio di Tuccio Manetti relata que Brunelleschi pasó en Roma varios años de estudio, atraído quizás por el hallazgo de objetos y esculturas propios de aquellos años. A principios del siglo XV, la ciudad eterna era un inmenso yacimiento arqueológico. Durante su estancia se habría inspirado en la arquitectura clásica y habría conocido las teorías de Vitruvio, según las cuales toda arquitectura estaba basada en un módulo y en una retícula geométrica. Asimismo, podría también haber conocido la disposición en espina de pez tras haberla observado en diversos edificios romanos.
La cúpula más famosa de la romanidad, el Panteón de Agripa, es una cúpula de revolución semiesférica de dimensiones similares a Santa María del Fiore. Su diámetro de 43 metros y su óculo superior de 8 metros pudieron haber inspirado a Brunelleschi en su diseño. Sin embargo, la de Roma tiene un único casquete y está realizada en hormigón con casetones, una técnica de construcción que no era reproducible e incluso debía ser del todo incomprensible en la Italia del primer Renacimiento, que había perdido la tradición romana del hormigón. Del estudio del exterior, Brunelleschi como máximo habría podido apreciar que la forma escalonada se levantaba a partir de una forma circular y que, por lo tanto, las cúpulas romanas generalmente contenían siempre un anillo circular completo en cada nivel de su espesor. Quizás Brunelleschi conoció la cúpula de la Domus Aurea, levantada sobre un pabellón octogonal y construida con hormigón fresco, que requirió cimbras durante el fraguado. Durante su construcción, su forma poligonal inicial se fue transformando en una circular a medida que se elevaba y estrechaba, una técnica empleada en diversos edificios romanos.
La hipótesis del viaje romano de Brunelleschi está generalmente aceptada por toda la crítica, aunque recientemente se ha apuntado que, si se descarta que el origen de la cúpula del duomo fuese el Panteón, nada en la obra del gran arquitecto debería por fuerza relacionarse con elementos arquitectónicos que eran visibles únicamente en Roma. El viaje a Roma por lo tanto fue posible, pero no indispensable para la formación de los cánones arquitectónicos brunellesquianos.

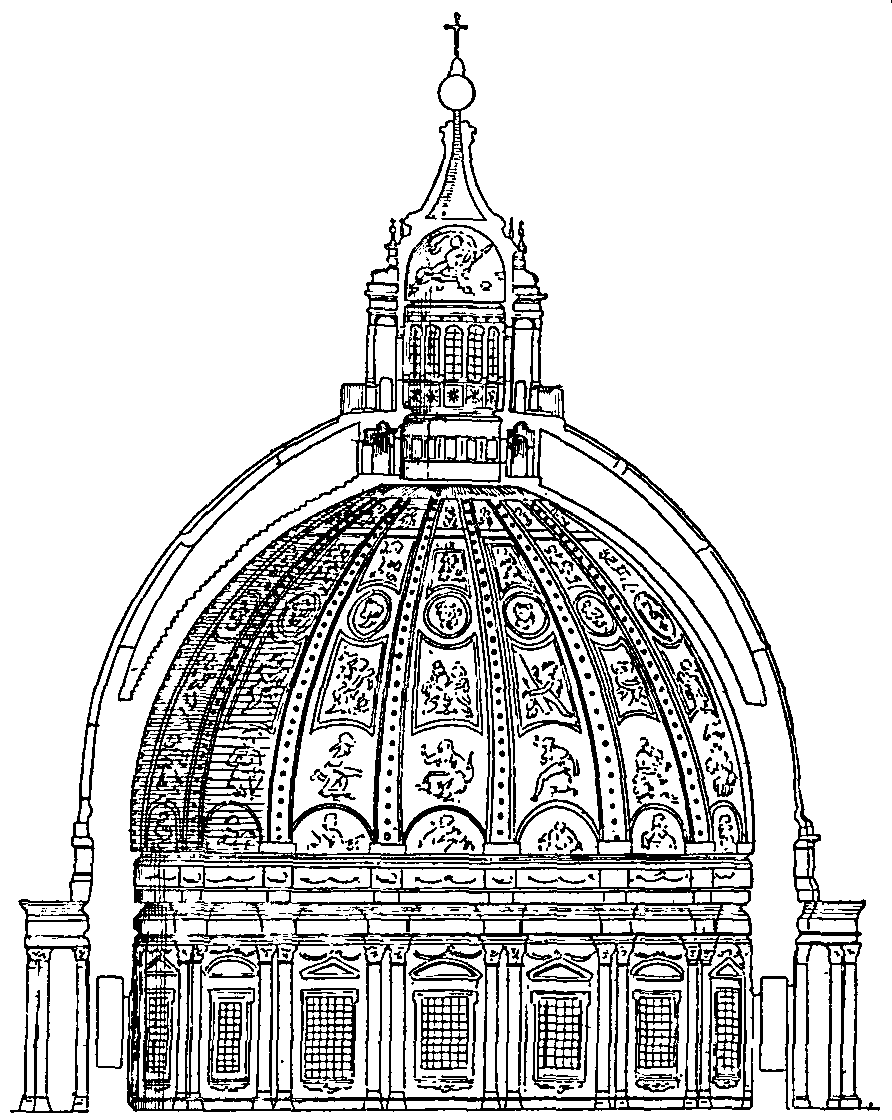
Sección de la cúpula de San Pedro de Roma, donde se aprecia el doble casquete. León Palustre, L'Architecture de la Renaissance, 1892.

Respecto a la inspiración en Persia, se ha querido conjeturar que el arquitecto hubiese conocido las técnicas constructivas de los mausoleos orientales, dados los importantes intercambios comerciales existentes con el Medio Oriente, aunque la influencia no está clara. La doble cúpula levantada sin cimbras del mausoleo de Soltaniyeh en Irán, construido entre 1302 y 1312, la construcción de los muros en espina de pez de los antiguos edificios selyúcidas del siglo X, o las mezquitas posteriores de Isfahán y Ardistán son comparables al lenguaje estructural y a la técnica de Brunelleschi, aunque diferenciándose sustancialmente en los materiales, en el aparejo murario y en las dimensiones.

### Influencias posteriores
La cúpula de Santa María del Fiore también sirvió a su vez como inspiración para posteriores construcciones. Giuliano da Sangallo la tomó como modelo para la cúpula del Santuario de la Santa Casa de Loreto en 1500, aunque con un único casquete. La linterna también se asemeja a la de Brunelleschi y fue realizada por Giuseppe Sacconi en 1889.Antonio da Sangallo el Joven estudió la cúpula para su proyecto de linterna para San Pedro de Roma.
En 1546, Miguel Ángel analizó la estructura de la cúpula y la reinterpretó en su proyecto para la cúpula de San Pedro,donde adoptó una solución similar de doble casquete.Asimismo, introdujo un sistema de dieciséis nervaduras que convergían hacia la coronación, unían ambos casquetes y sujetaban la linterna.Giorgio Vasari la tomó como ejemplo para la basílica de la Virgen de la Humildad en Pistoya y en el templo de San Esteban de la Victoria en Foiano della Chiana. En su libro Le Vite dedicó gran parte de sus escritos a la biografía de Brunelleschi y a la narración del proceso constructivo de la cúpula. En Barberino Val d'Elsa, en la localidad de Semifonte, existe la capilla de San Miguel arcángel, una copia a escala 1:8 de la cúpula de Brunelleschi, construida por Santi di Tito en 1597.

## Frescos

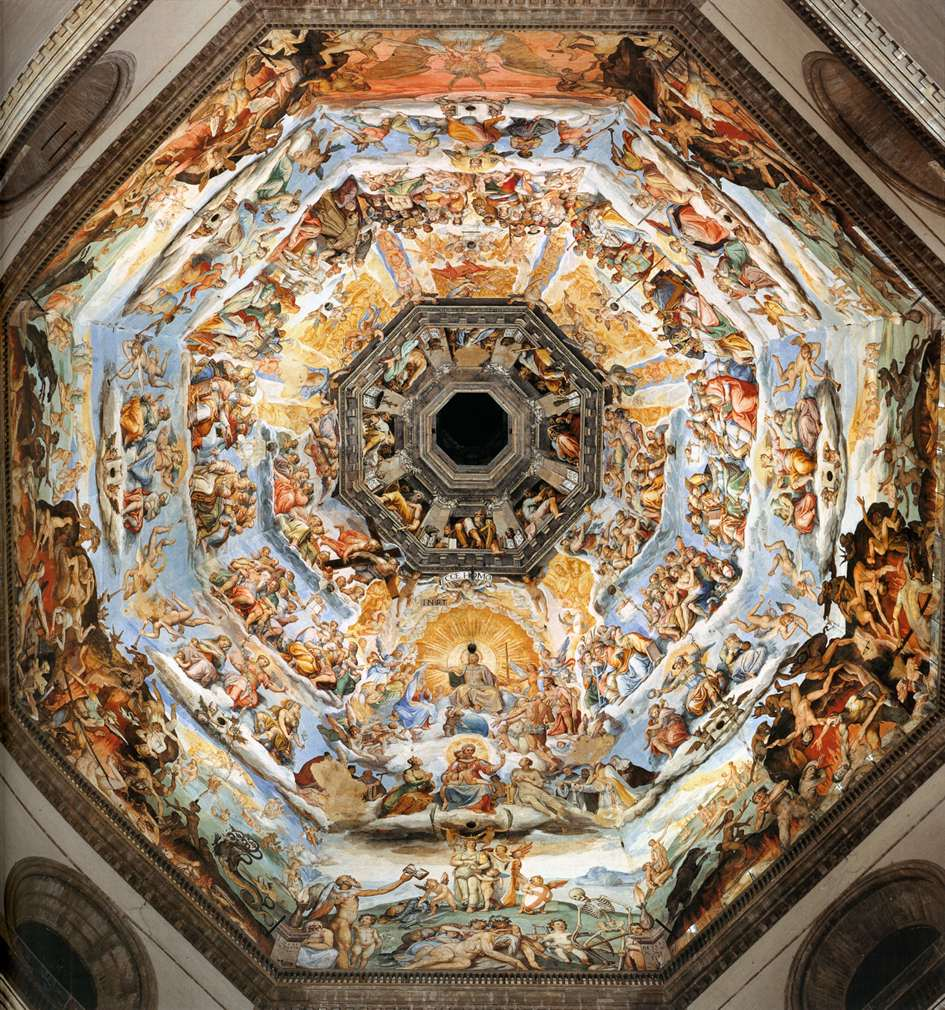
Interior de la cúpula con el fresco del Juicio Final, comenzado por Giorgio Vasari y finalizado en su mayor parte por Federico Zuccari y sus colaboradores.

Aunque fuese construida con técnicas novedosas, la cúpula siempre tuvo una inspiración directa en la del baptisterio, de la cual tomó su desarrollo y su forma octogonal. Inicialmente se había previsto una decoración interior con mosaico, otro elemento en común con la cúpula románica. Brunelleschi realizó diversos bocetos que los operarios podrían haber empleado en la ornamentación de la inmensa superficie interior de la cúpula, de más de 3600 metros cuadrados. Según el historiador Alessandro Parronchi, el arquitecto había proyectado representar el Infierno y el Paraíso basándose en la Divina comedia de Dante. Las ilustraciones realizadas por Boticelli sobre el poema a principios de la década de 1470 podrían estar referidas a este proyecto.
Sin embargo, la técnica del mosaico era ya muy poco empleada en esa época y se consideraba extremadamente costosa. Además, también preocupaba que el aglomerante utilizado para fijar las teselas pudiera incrementar el peso total. Este problema no parece muy importante actualmente, conociendo el enorme peso de la cúpula y su resistencia, pero en el momento fue considerado un motivo esencial para abandonar el proyecto en favor de una decoración mediante la técnica del fresco.

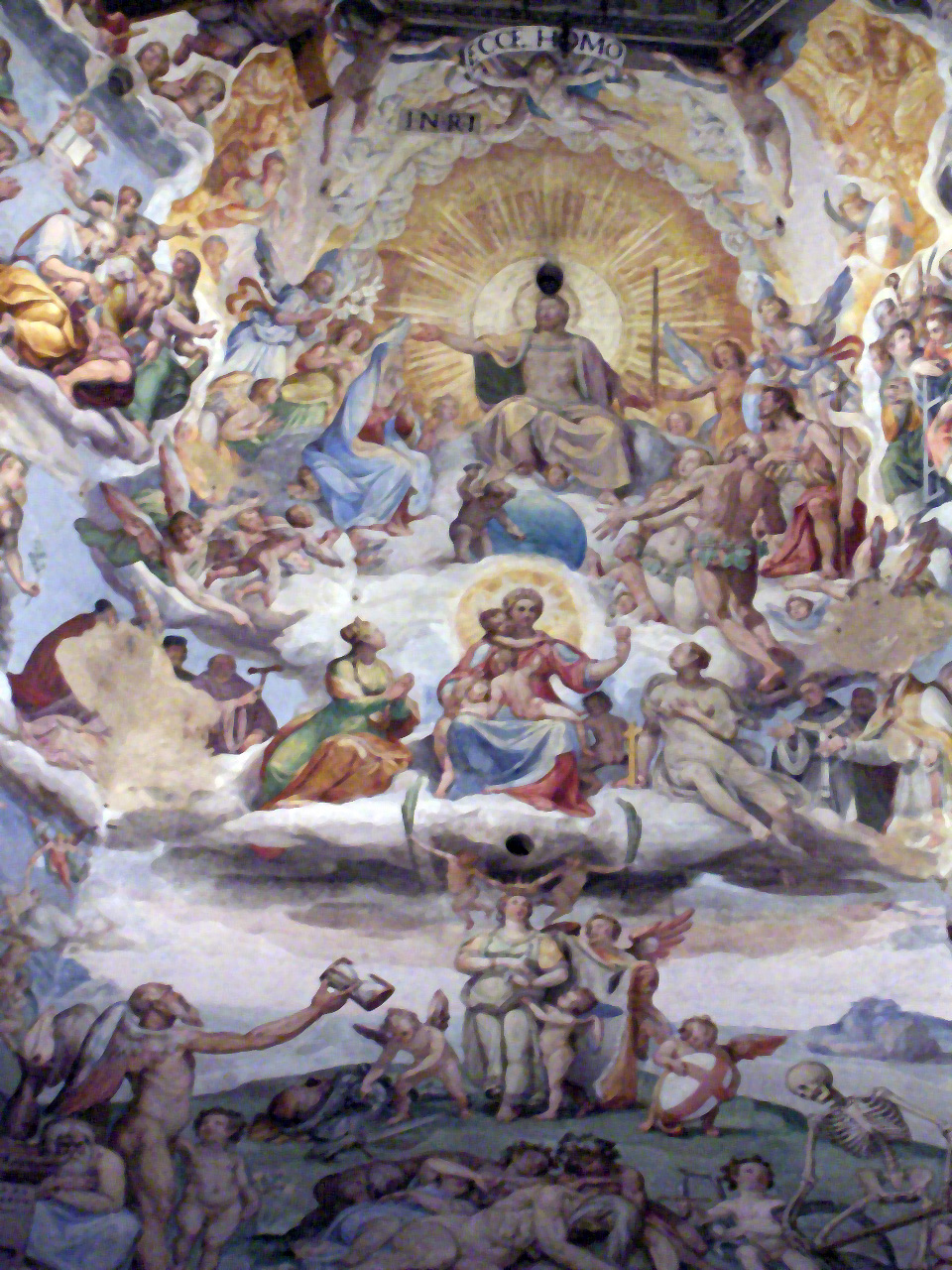
Detalle del Cristo en el Trono de Federico Zuccari.

Los trabajos no comenzaron hasta 1572, en pleno manierismo, un siglo después de la conclusión de las obras de albañilería. El gran duque Cosme I de Médici eligió el tema del Juicio Final para decorar la enorme cúpula, y encargó la tarea a Giorgio Vasari, con la colaboración de Vincenzo Borghini para la elección del tema iconográfico. A la muerte de Vasari únicamente se había completado la primera de las franjas concéntricas previstas, la menor de ellas, situada en la parte superior alrededor del óculo octogonal cubierto por la linterna.
Le sucedió Federico Zuccari, que en pocos años y según sus propias palabras, casi sin ayuda, llevó a término con pintura al temple el inmenso ciclo figurativo, uno de los mayores del mundo en superficie, y una de las obras maestras del manierismo. Entre las más de 700 figuras se representan 248 ángeles, 235 almas, 21 personificaciones, 102 personajes religiosos, 35 condenados, 13 retratos, 14 monstruos, 23 niños y 12 animales. El propio pintor, en su testamento, recordaba con orgullo haber concebido y finalizado la obra, de la cual mencionaba especialmente al gran Lucifer, de trece brazos florentinos de altura (unos 8.5 metros). Obviamente, se valió de muchos ayudantes, entre los cuales se encontraba un joven Domenico Cresti. Los trabajos concluyeron en 1579, tan solo tres años después del inicio de la obra.
Los contenidos del ciclo fueron los adoptados en el Concilio de Trento, que había revisado la doctrina católica medieval, ordenándola de una manera clara. La cúpula se dividió en seis anillos concéntricos y en ocho franjas verticales. En la parte superior, la linterna central está rodeada por los 24 profetas del Apocalipsis, situados en grupos de tres personajes en cada franja. A partir de arriba, cada franja vertical comprende cuatro escenas representadas en cada uno de los anillos, que se organizan de arriba hacia abajo con el siguiente esquema:

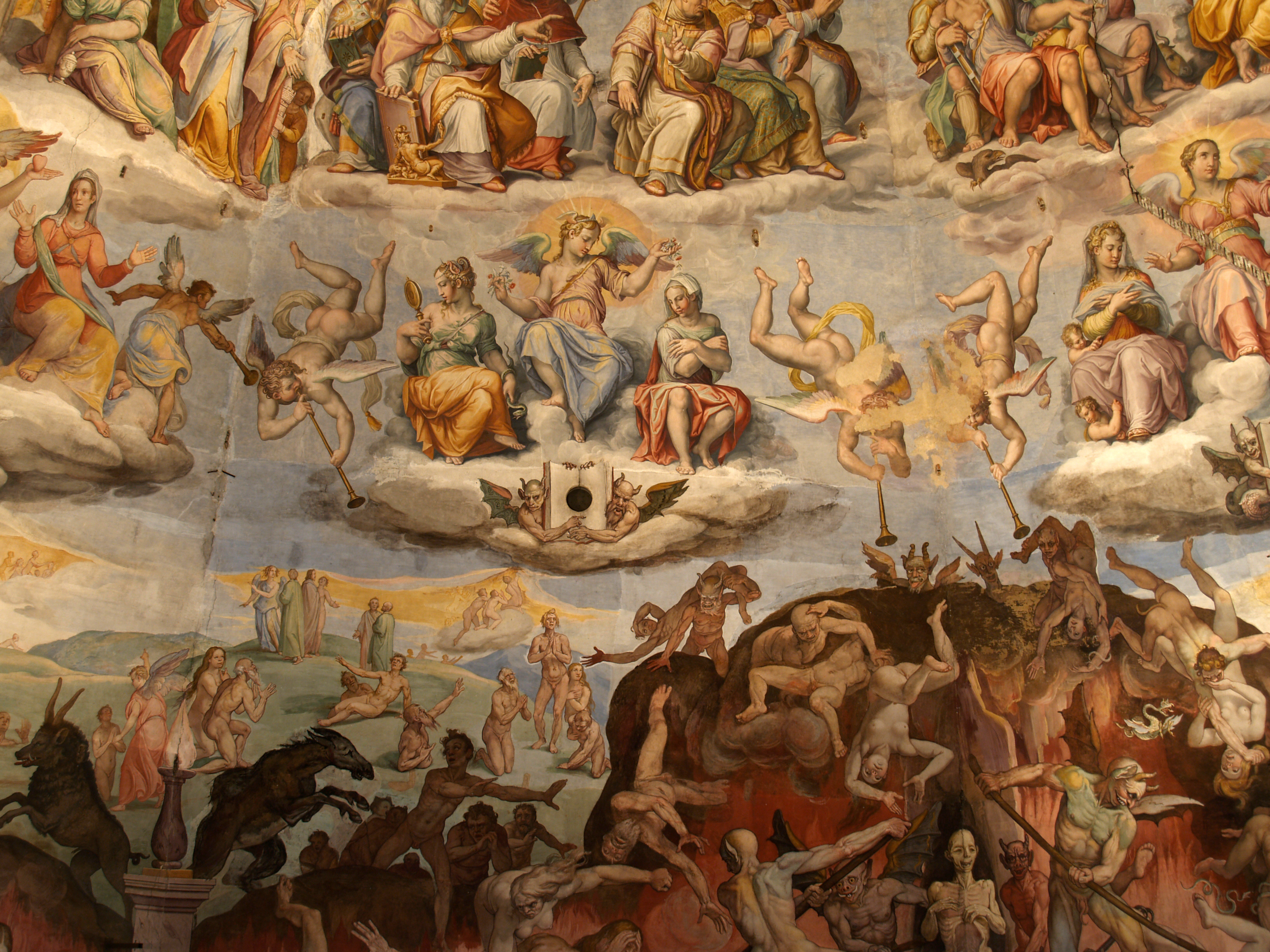
Detalle del fresco, donde se representa a los ángeles, los Santos y los Elegidos en la parte superior y el Infierno en la zona inferior.

- un coro de ángeles con instrumentos de la Pasión (segundo anillo);
- una categoría de Santos y Elegidos (tercer anillo);
- una tríada de personajes que representan un don del Espíritu Santo, las siete virtudes y las siete Bienaventuranzas;
- una región del Infierno dominada por un pecado capital.[167]

En la franja este, frente a la nave central, los cuatro anillos se convierten en tres para dejar espacio al gran Cristo en Majestad, en contraposición con la imagen de Lucifer, situado en la franja de enfrente. El Cristo Juez, representado con gran hieratismo, está ubicado entre la Virgen María y san Juan Bautista. Bajo ellos se emplazan las tres virtudes teologales: la Fe, la Esperanza y la Caridad, seguidas inferiormente por unas figuras alegóricas que representan al Tiempo y a la iglesia Triunfal. Entre los Elegidos, el pintor representó una amplia galería de personajes contemporáneos, como los comitentes de la familia Médici, el emperador, el rey de Francia, Vasari, Borghini, Giambologna y otros artistas, incluso él mismo y muchos de sus parientes y amigos. Zuccari también añadió su firma y la fecha.
En 1980 comenzó un largo proceso de restauración de los frescos de la cúpula de Santa María del Fiore, que se prolongó hasta 1995.